# Deidades feroces

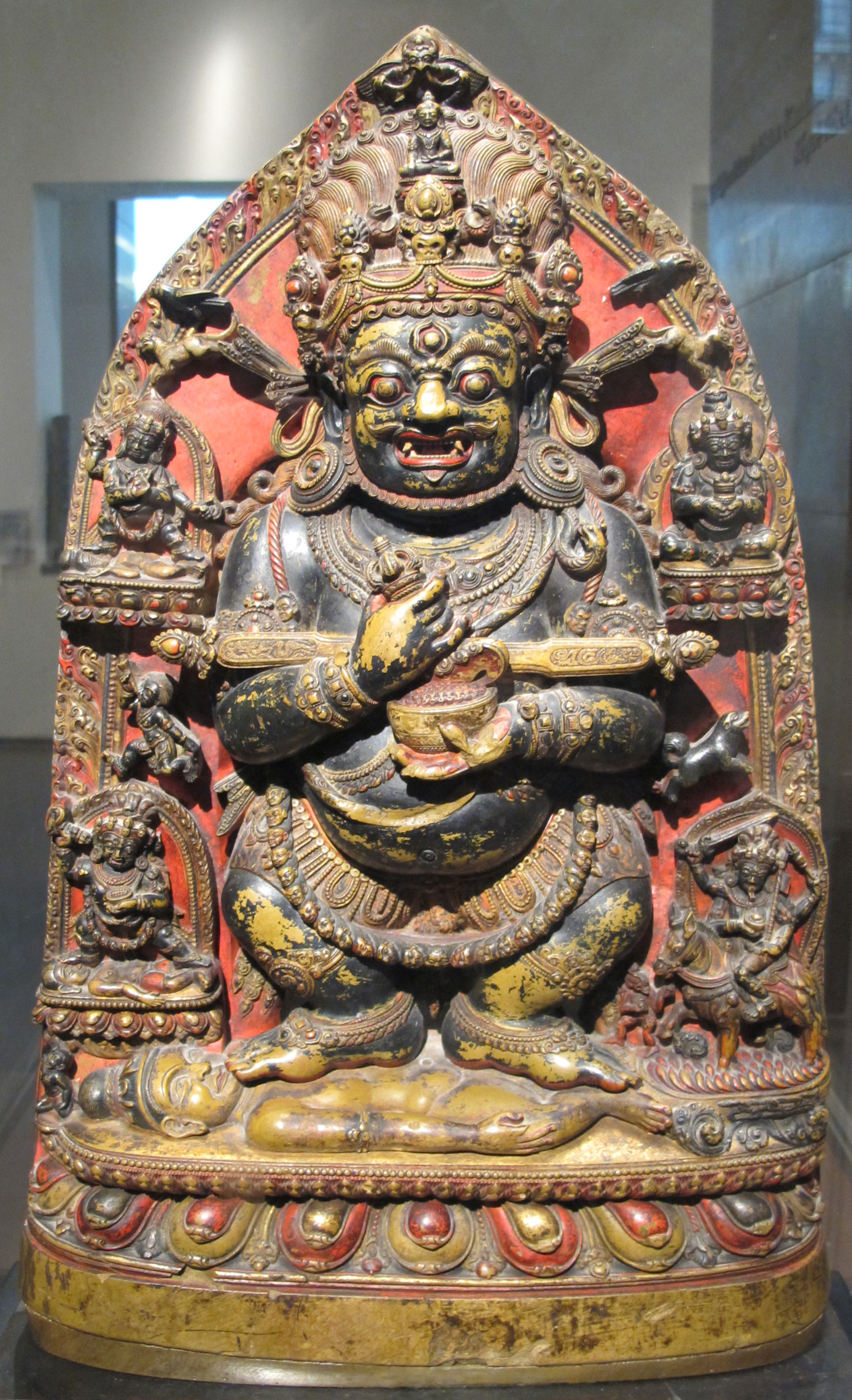
Estatua de Mahakala, sosteniendo un cuchillo para desollar (kartika) y una copa hecha de un cráneo (kapala)

En el budismo, las deidades feroces, coléricas o iracundas, son las formas (o "aspectos", "manifestaciones") feroces, coléricas o vehementes (en tibetano: trowo, sánscrito: krodha) de los Budas, Bodhisattvas o Devas (seres divinos) iluminados. Debido a su poder para destruir los obstáculos para llegar a la iluminación, se les llama también krodha-vighnantaka o "feroces destructores de obstáculos". Las deidades feroces son un rasgo notable de la iconografía del budismo mahayana y vajrayana. Estos tipos de deidades aparecieron por primera vez en la India a finales del siglo VI, siendo su fuente principal las imágenes de Iaksa, y se convirtieron en una característica central del budismo tántrico indio a finales del siglo X o comienzos del siglo XI.

## Generalidades

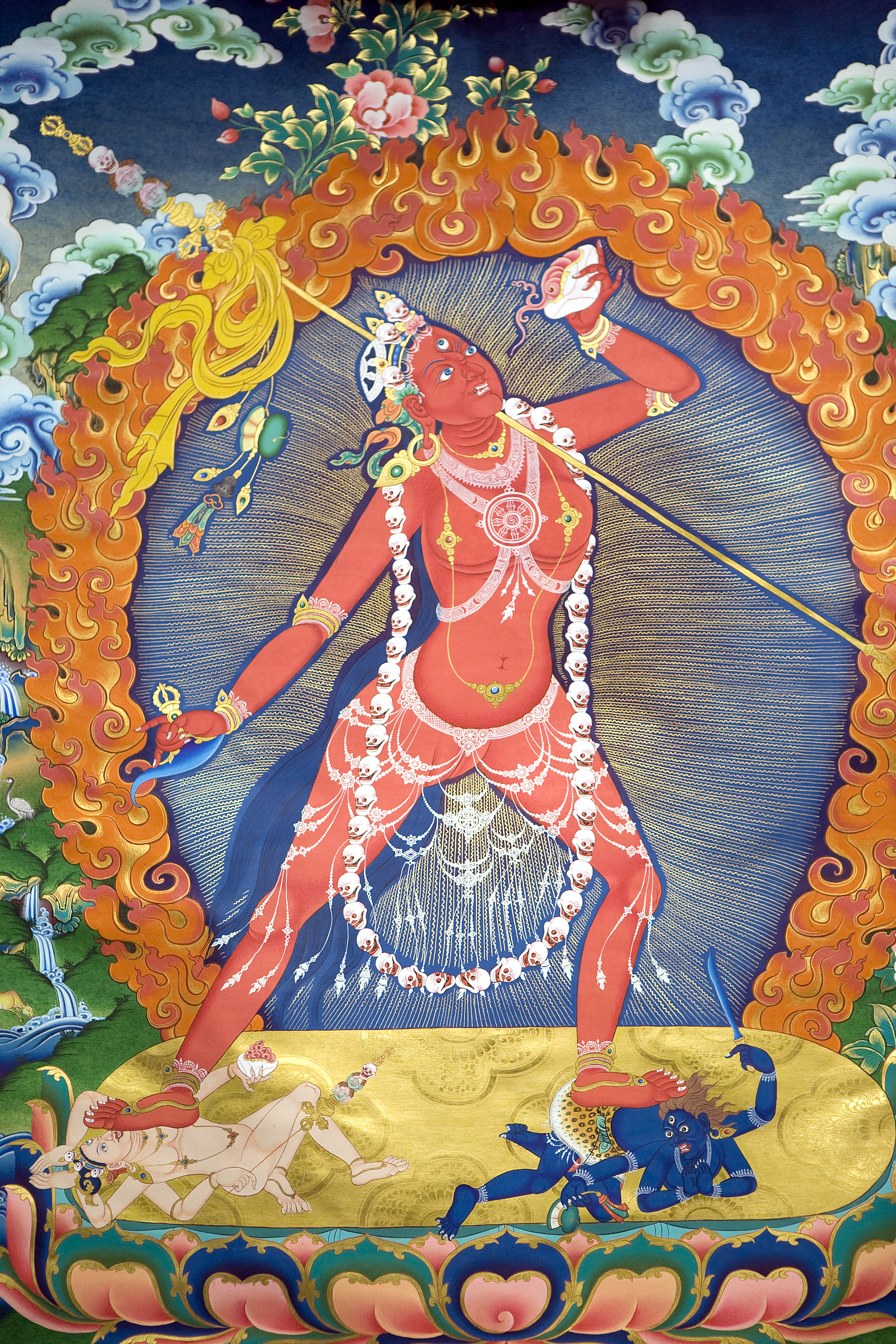
Vajrayogini, una dakini semi-colérica que es conocida también como sarvabuddhaḍākiṇī, la Dakini de todos los budas.

En las tradiciones no tántricas del budismo mahayana, estos seres son deidades protectoras que destruyen los obstáculos hacia los Budas y el Dharma, que actúan como guardianes contra los demonios y que reúnen a los seres sintientes a escuchar las enseñanzas de los budas. En el budismo tántrico, se les considera formas feroces y aterradoras de los Budas y Bodhisattvas mismos. Los seres iluminados pueden asumir estas formas con el fin de proteger y ayudar a seres sintientes confundidos. También representan la energía y el poder que se necesitan para poder transformar los factores mentales negativos en sabiduría y compasión. Representan el poder y la compasión de la actividad iluminada que utiliza múltiples medios hábiles (upaya) para guiar a los seres sintientes, así como el elemento transformador del tantra que utiliza las emociones negativas como parte del camino. De acuerdo con Chogyam Trungpa, "los yidams coléricos trabajan de manera más directa y vehemente con la pasión, la agresión y la ilusión, conquistándolos y pisoteándolos en el acto".
En el arte budista tántrico, las deidades feroces son mostradas como seres terroríficos y de aspecto demoníaco adornados con cráneos humanos y otros ornamentos asociados con osarios, además de ser representados a menudo con atributos sugestivos sexualmente. Según Rob Linrothe, las imágenes sensuales y feroces representan "el veneno como su propio antídoto, los obstáculos aprovechados como la fuerza liberadora" y señala que son "metáforas de los procesos yóguicos internos para obtener la iluminación".

## Deidades tántricas

### Yidams
En el budismo vajrayana indo-tibetano, los Yidams son formas divinas de Budas y Bodhisattvas. El practicante tántrico se inicia en el mandala de una deidad escogida en particular (sánscrito: Iṣṭa-devatā ) y practica sadhanas (meditaciones) complejas sobre la deidad con el propósito de la transformación personal. Esta práctica de Yoga de las Deidades es central en formas tántricas de budismo como lo es el budismo tibetano. Los yidams pueden ser pacíficos, feroces y "semi-feroces" (con aspectos a la vez feroces y pacíficos). Las deidades feroces se pueden dividir en categorías masculinas y femeninas. Los Herukas (tibetano Khrag 'thung, literalmente "bebedores de sangre") son seres masculinos iluminados que adoptan formas feroces para expresar su desapego del mundo de la ignorancia, tales como Yamantaka, Cakrasamvara, Mahākāla o Vajrakilaya . Las dakinis (tibetano: Khandroma, "las que van al cielo") son sus contrapartes femeninas, a veces representadas con un heruka y otras veces como deidades independientes. Las dakinis coléricas más frecuentes son Vajrayogini y Vajravārāhī . 

#### Galería

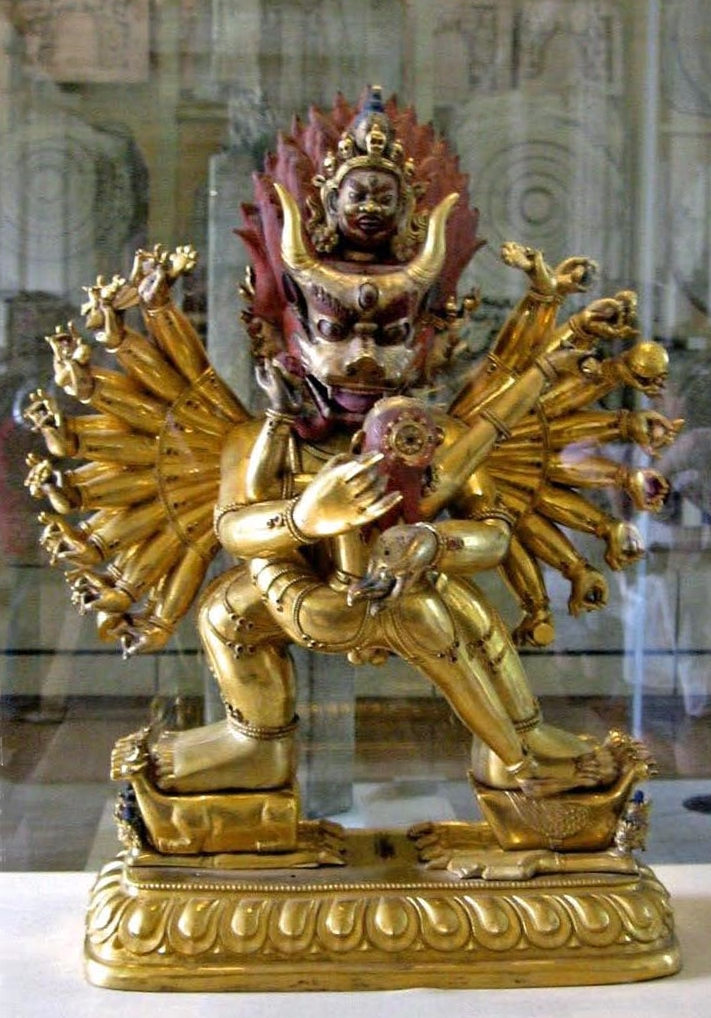
Yamantaka, también conocido como Vajrabhairava.
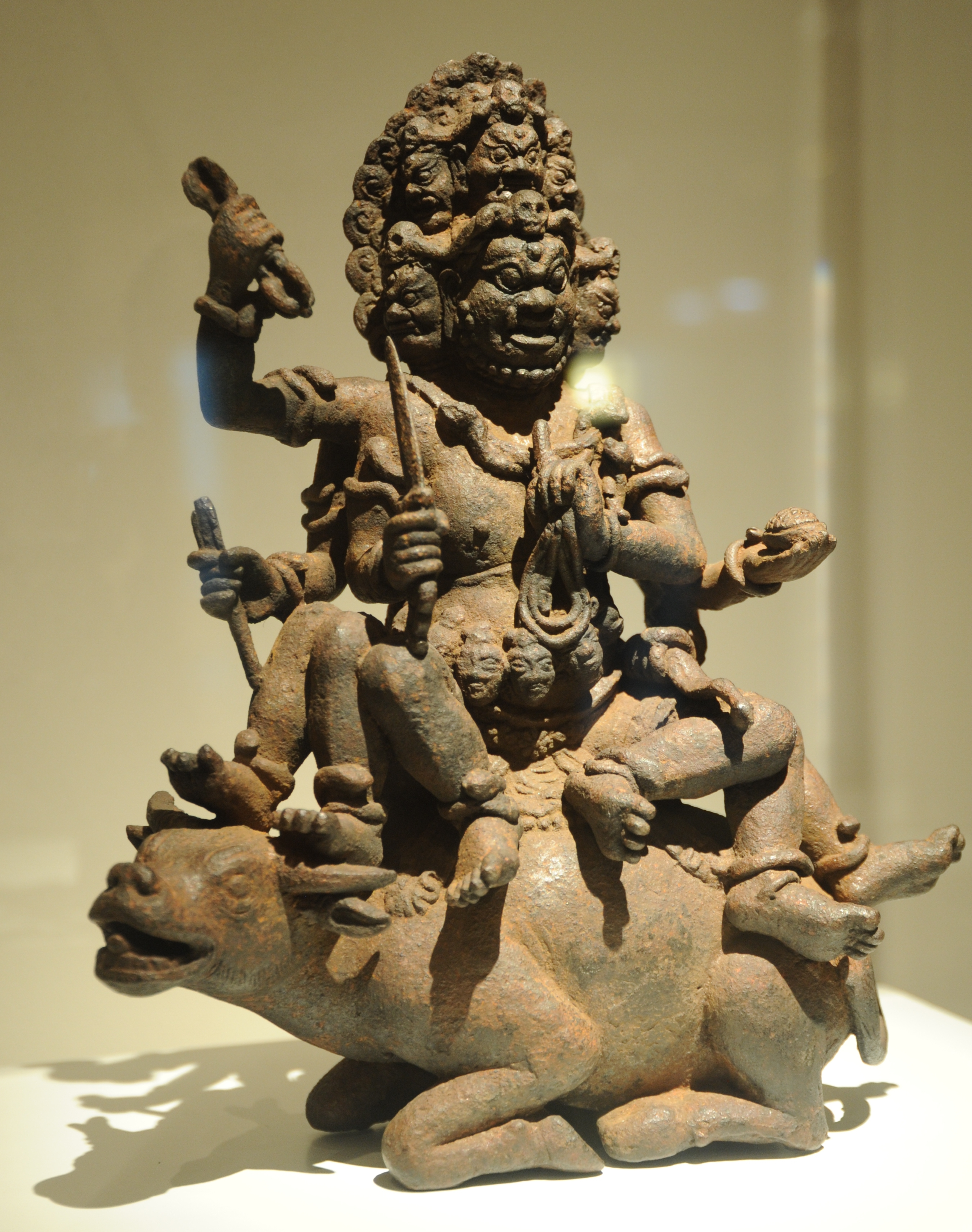
Estatua de Yamantaka
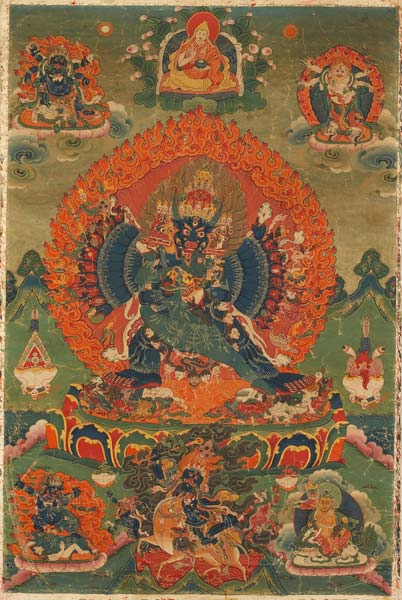
Thangka de Yamantaka
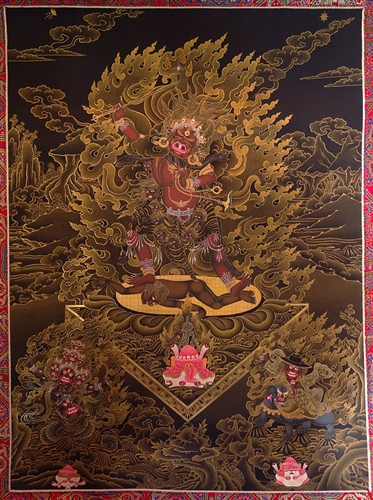
Ekajati, también conocido como Tara Azul o Tara Ugra.
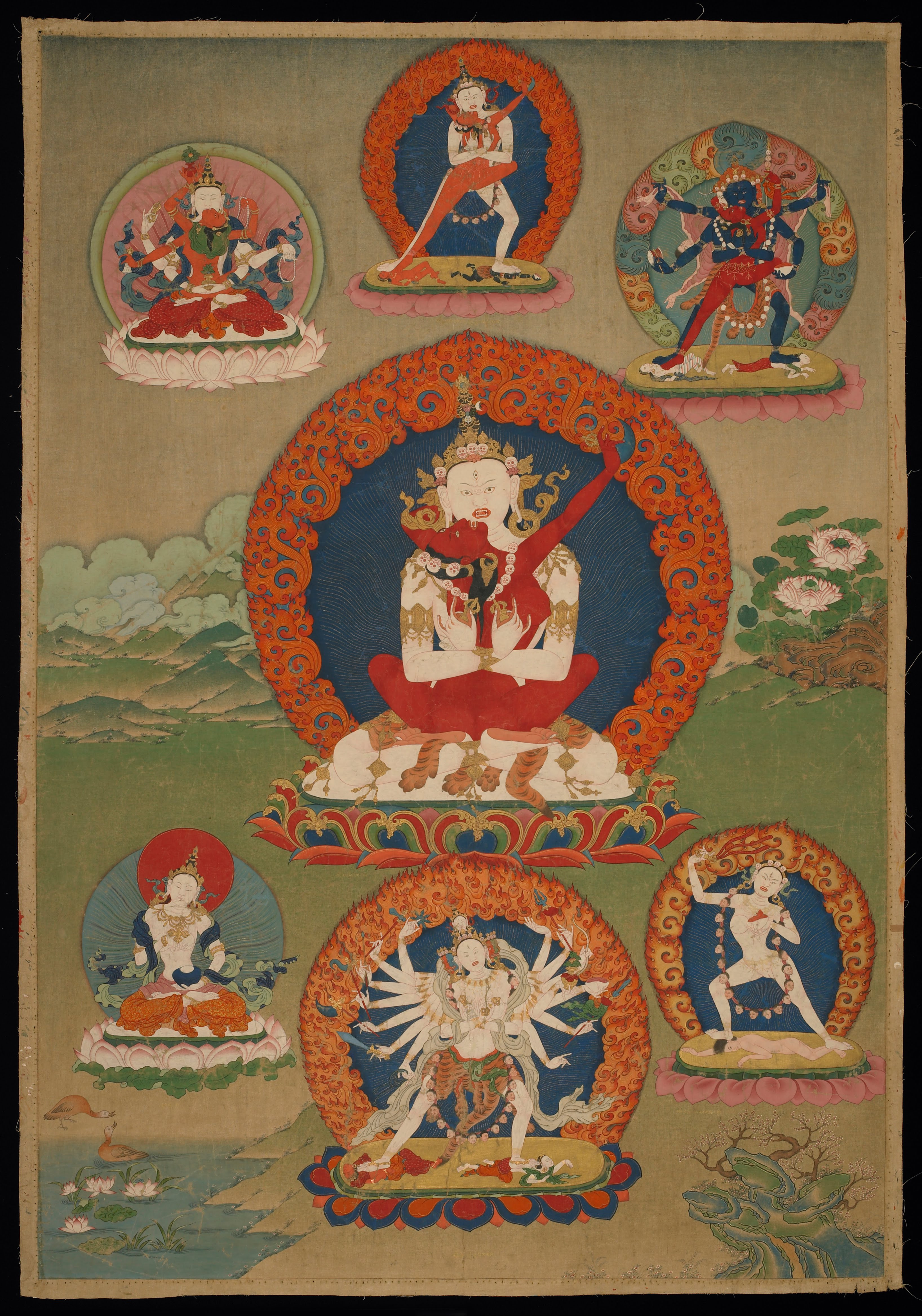
Chakrasamvara, una deidad semi-colérica, representada en yab-yum con consorte
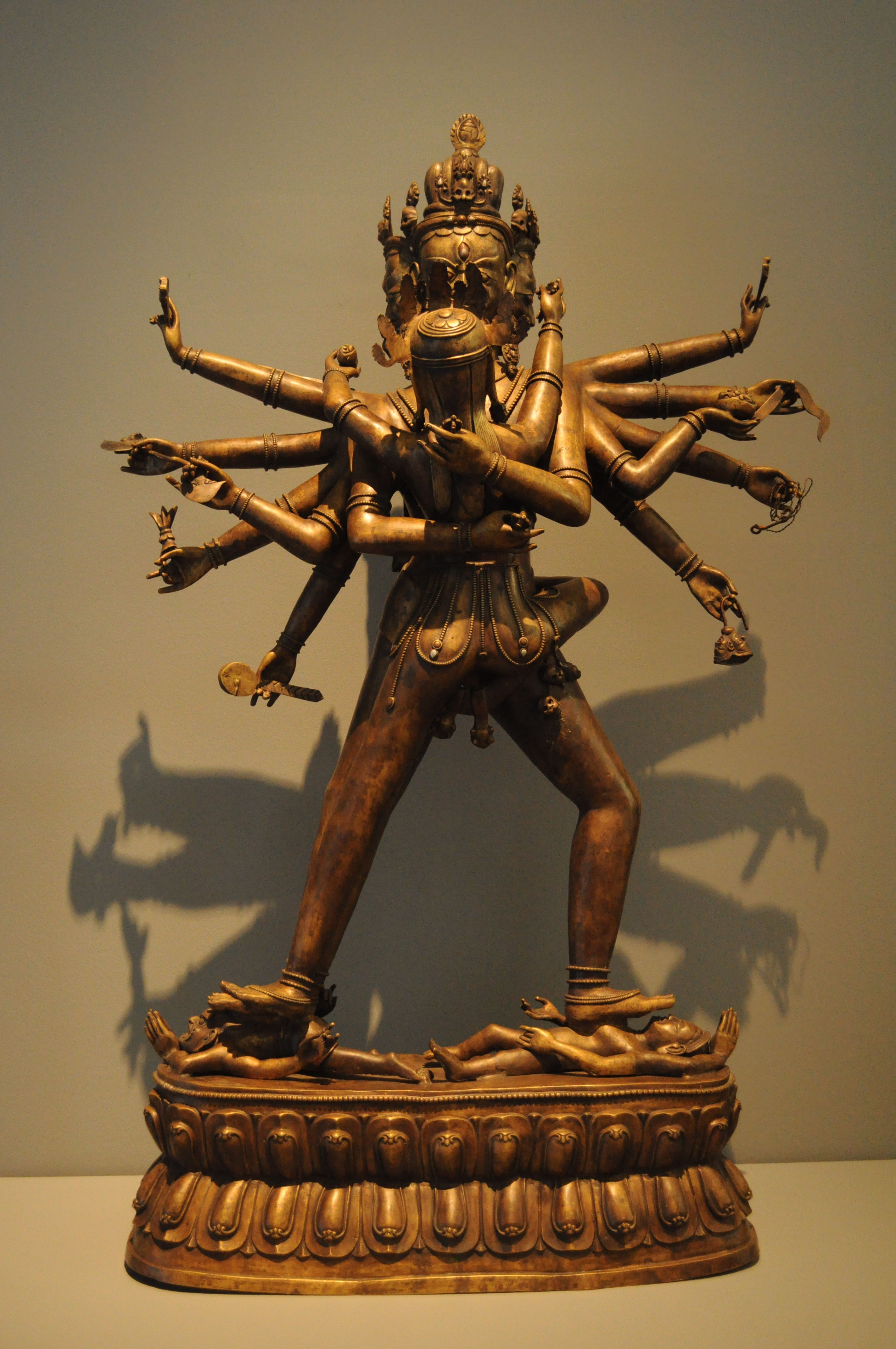
Estatua tibetana de Chakrasamvara y consorte de pie
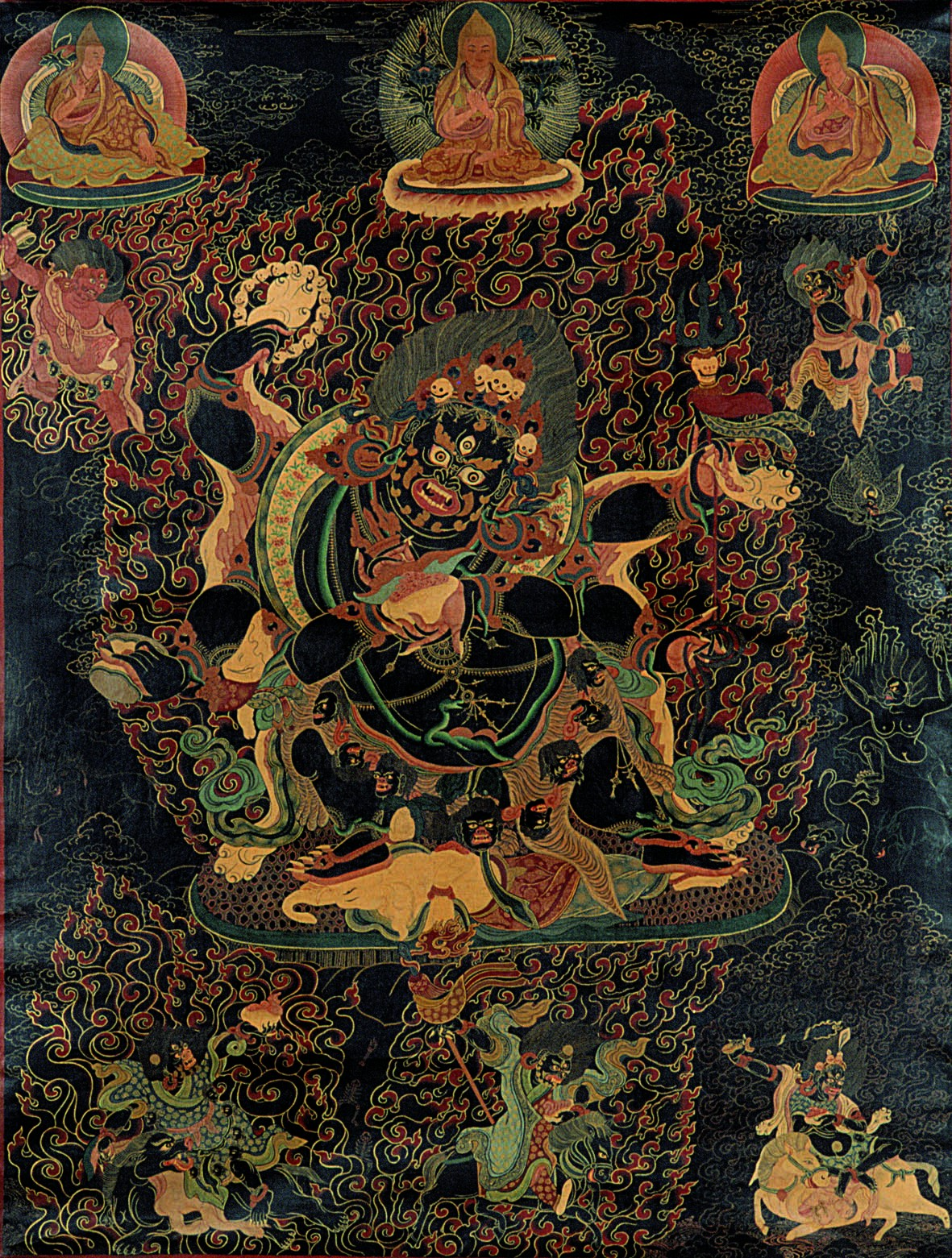
Mahakala de 6 brazos
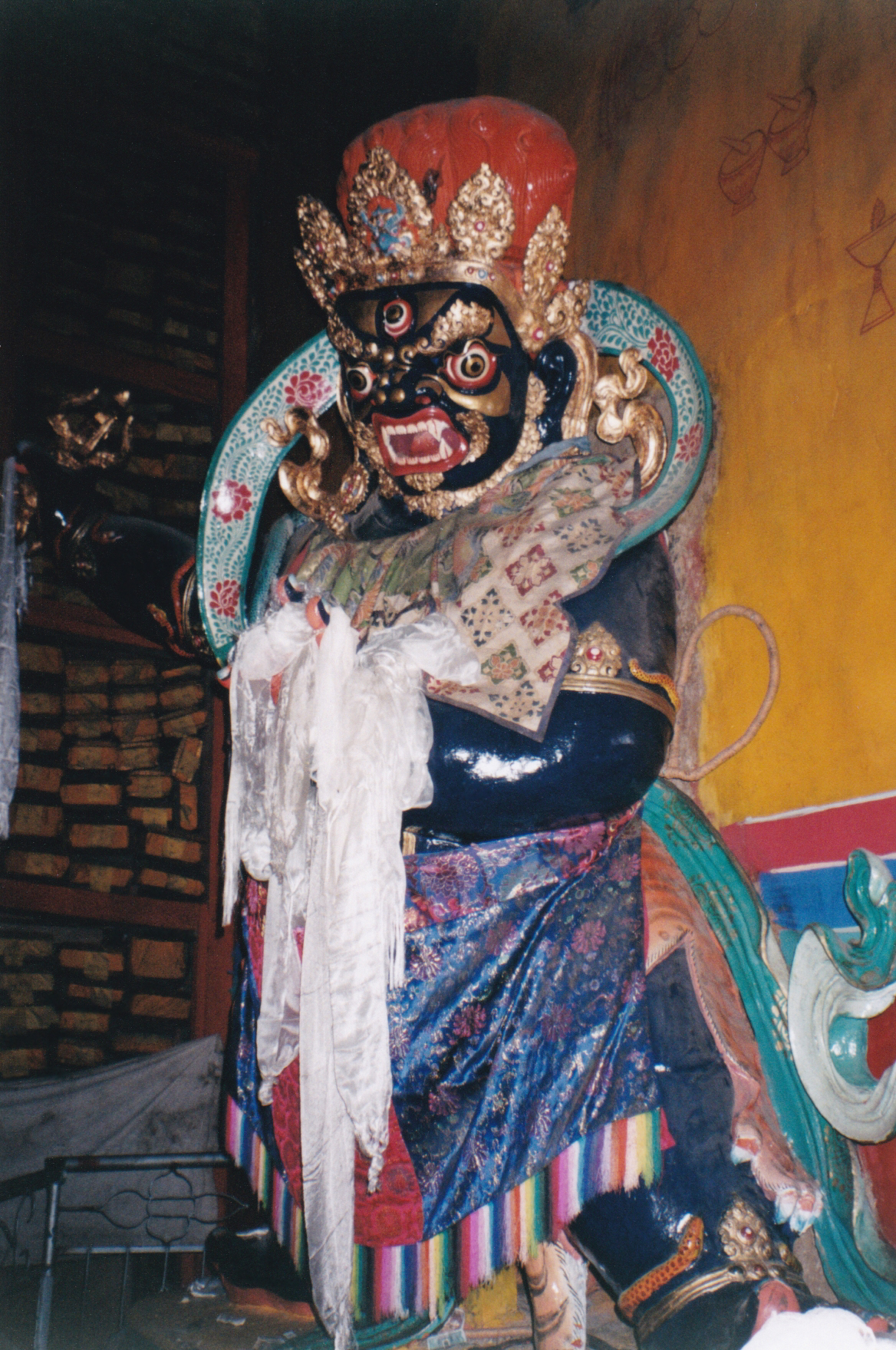
Estatua pintada de Mahakala
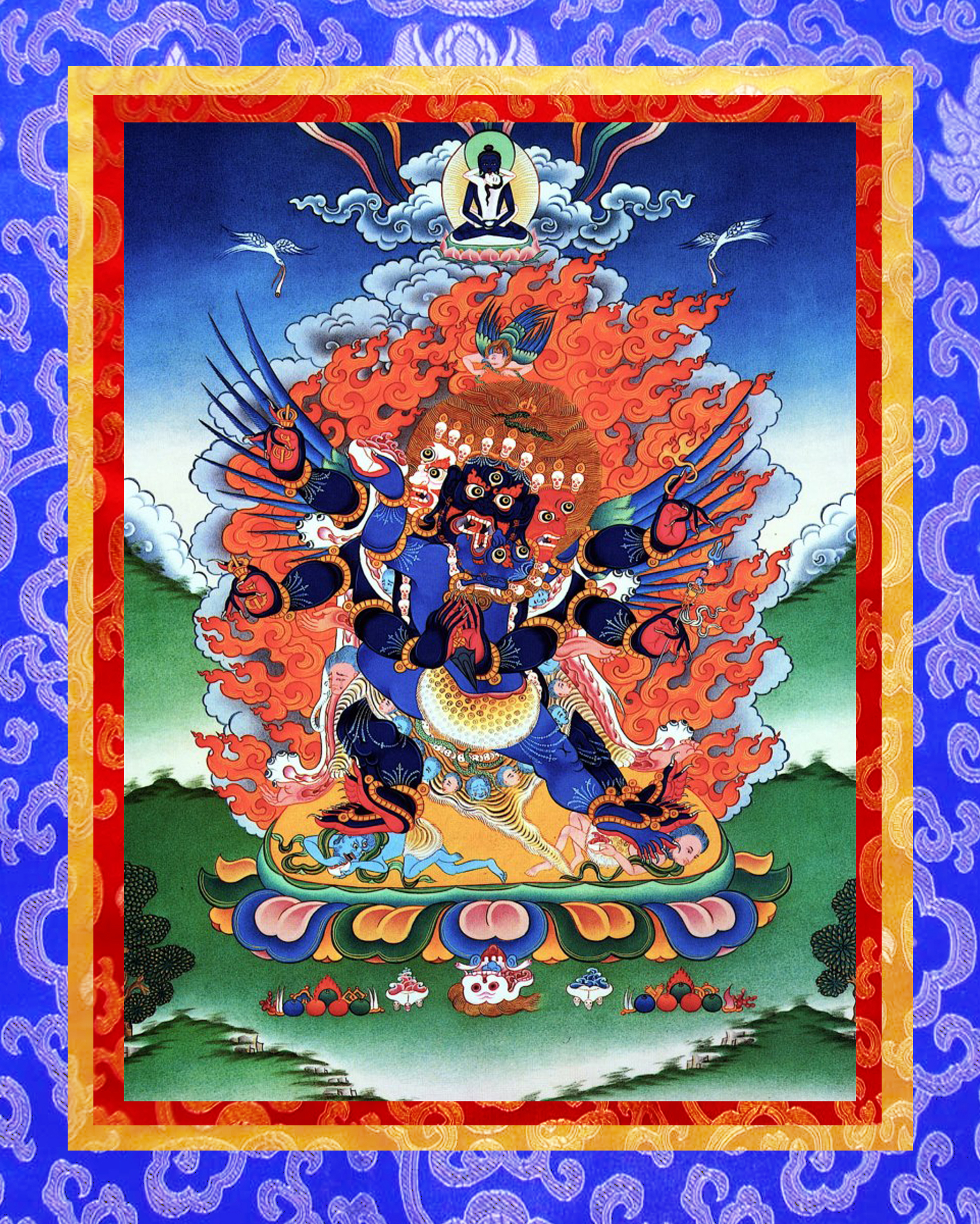
Vajrakilaya
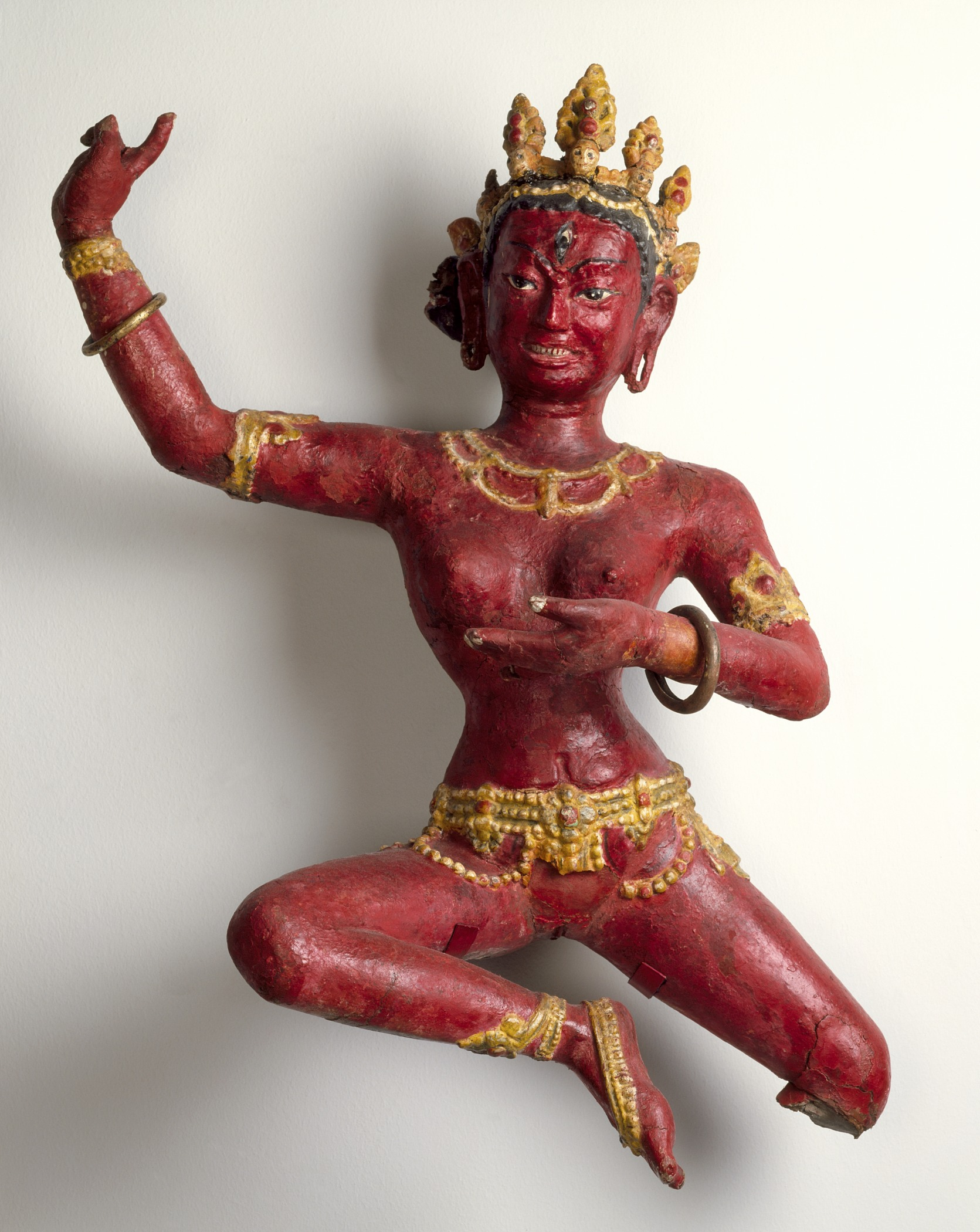
Vajravarahi bailando (Dorje Pagmo)
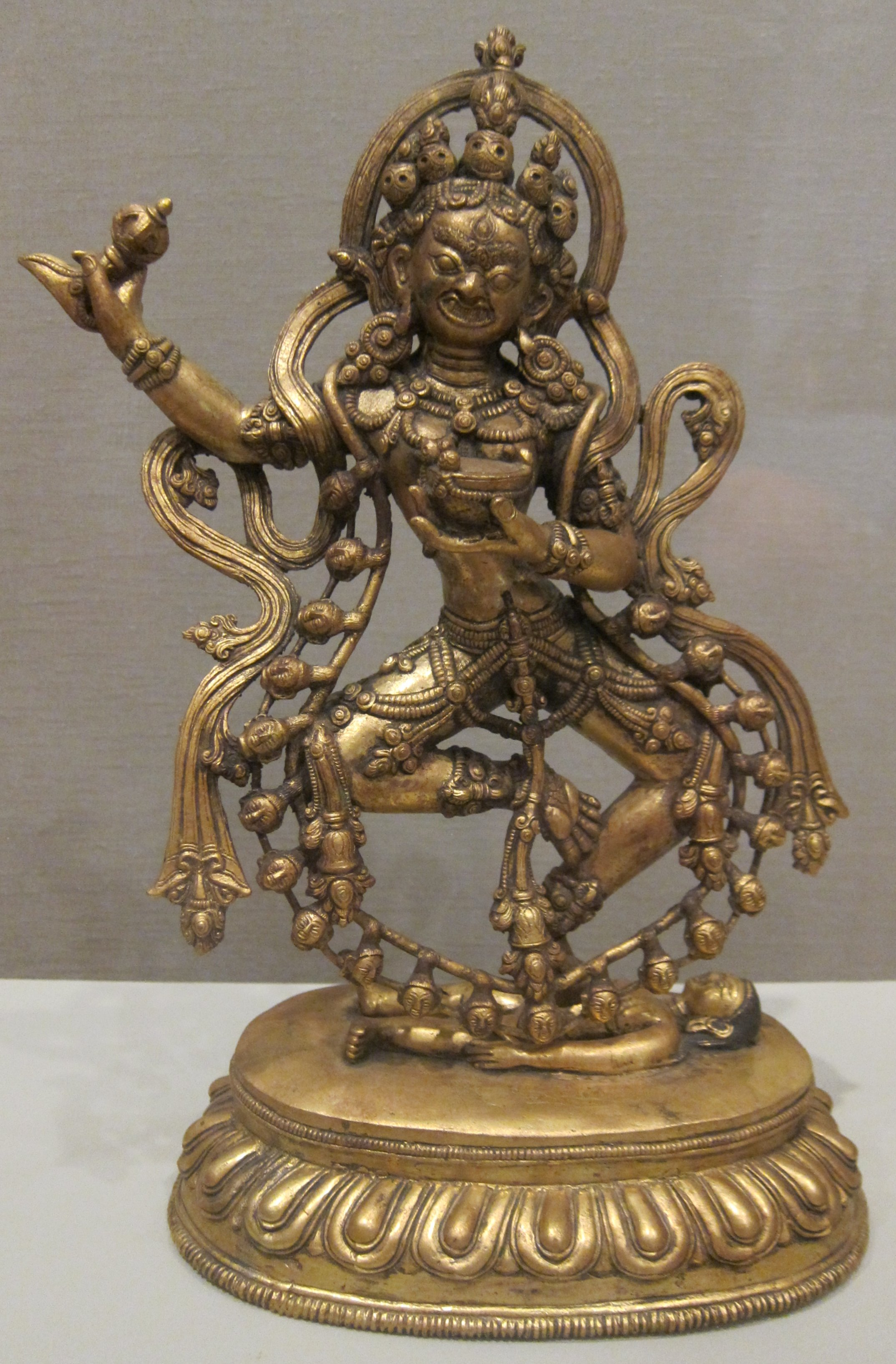
Vajrayoguini
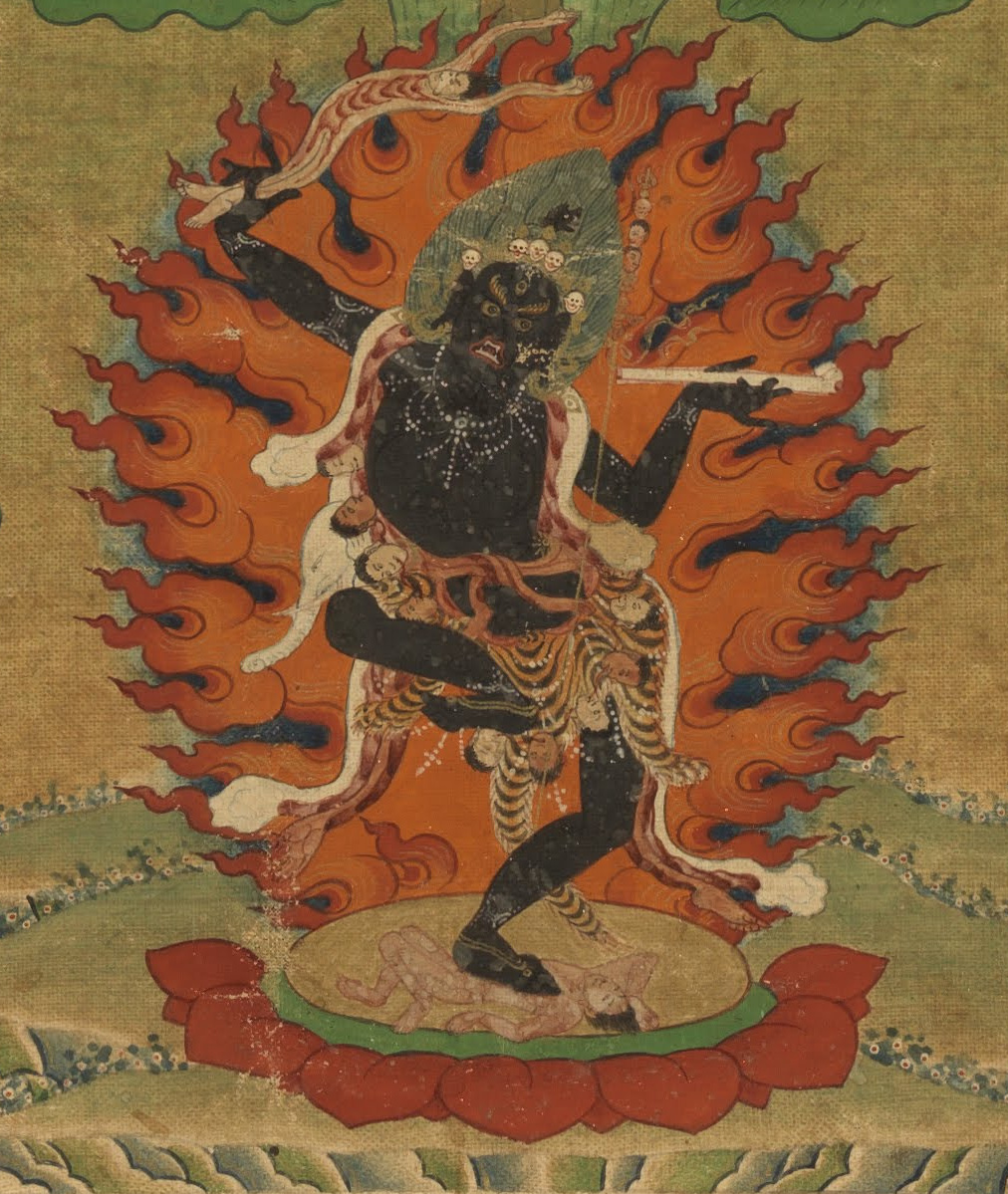
Troma Nagmo
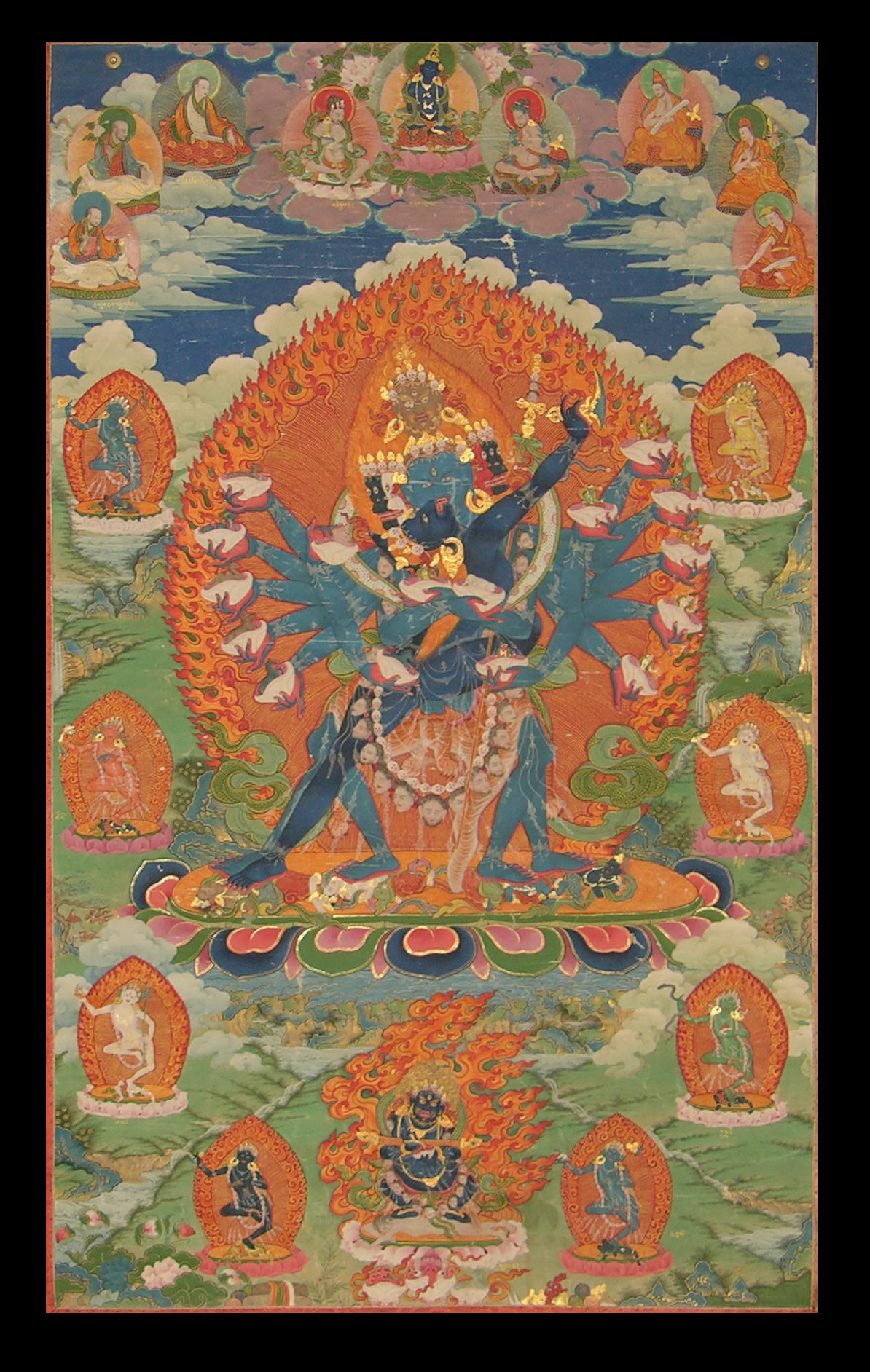
Hevajra
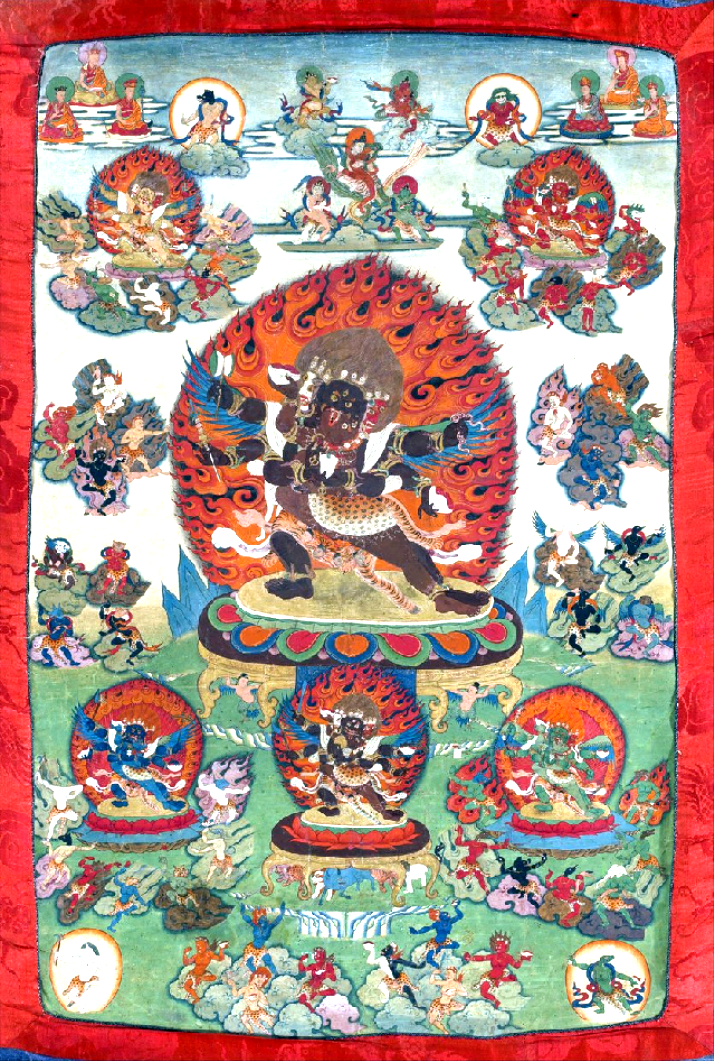
Los Herukas del Guhyagarbha Tantra
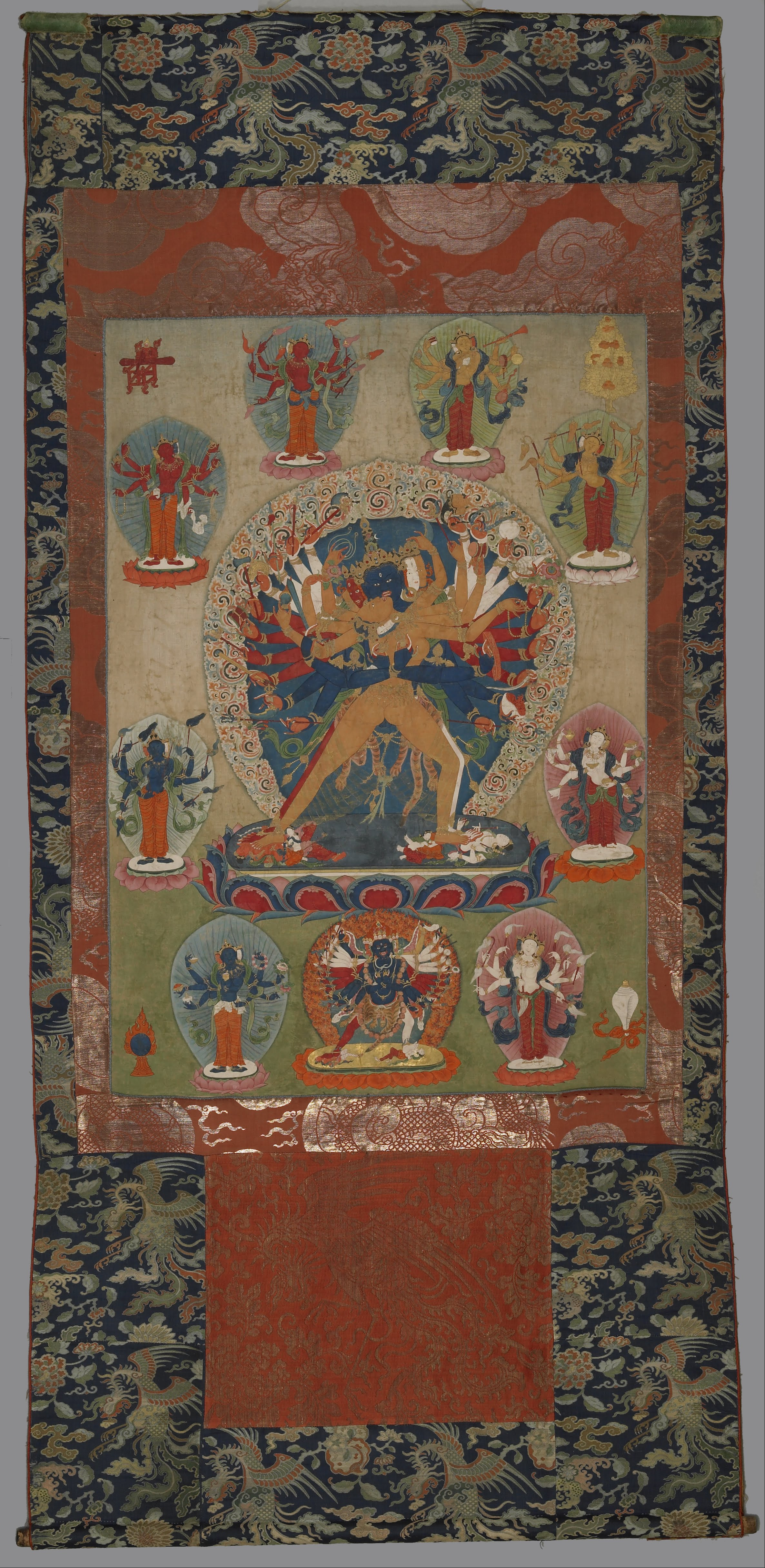
Kalachakra y ensamblaje del núcleo.
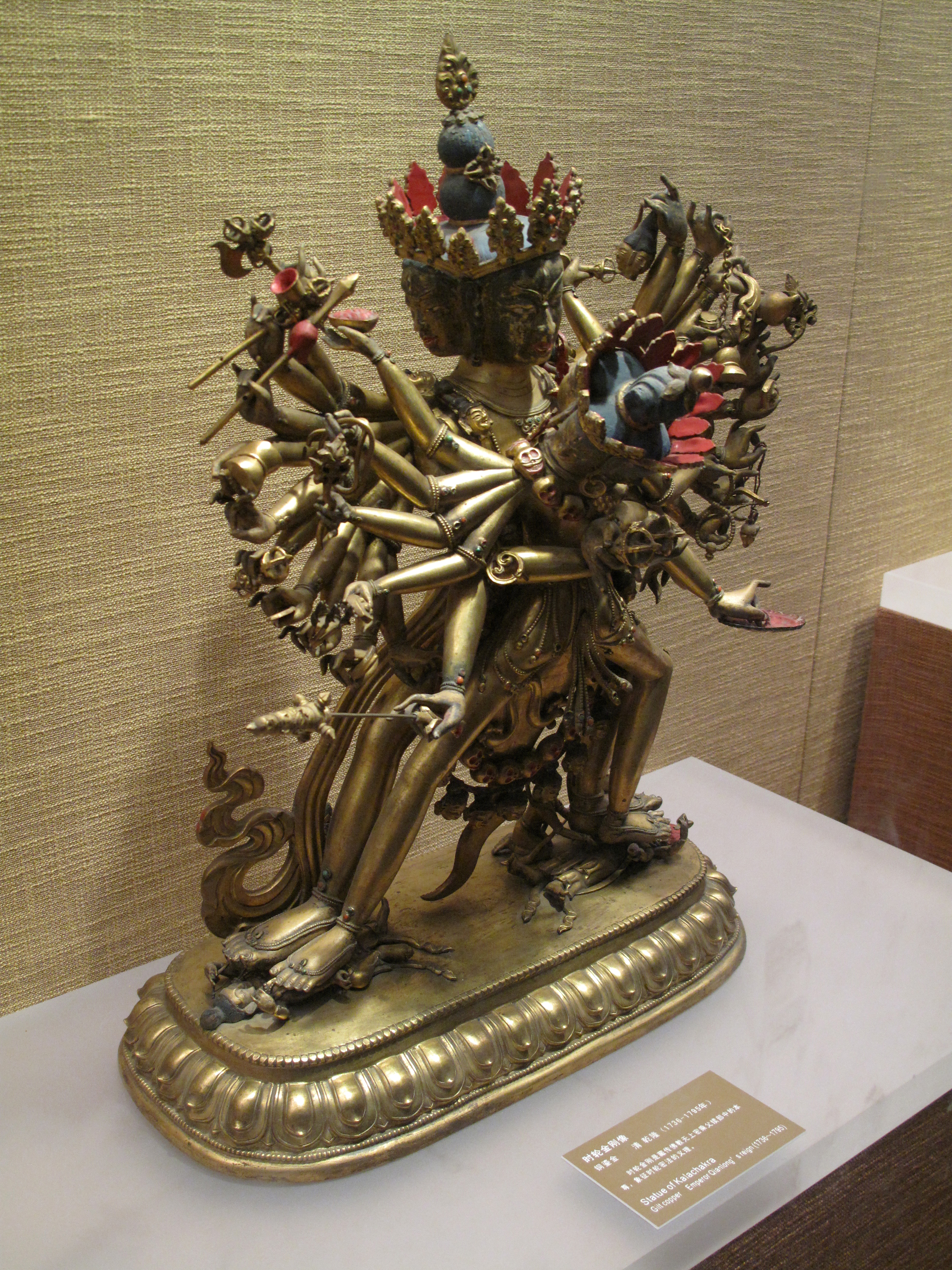
Estatua de Kalachakra
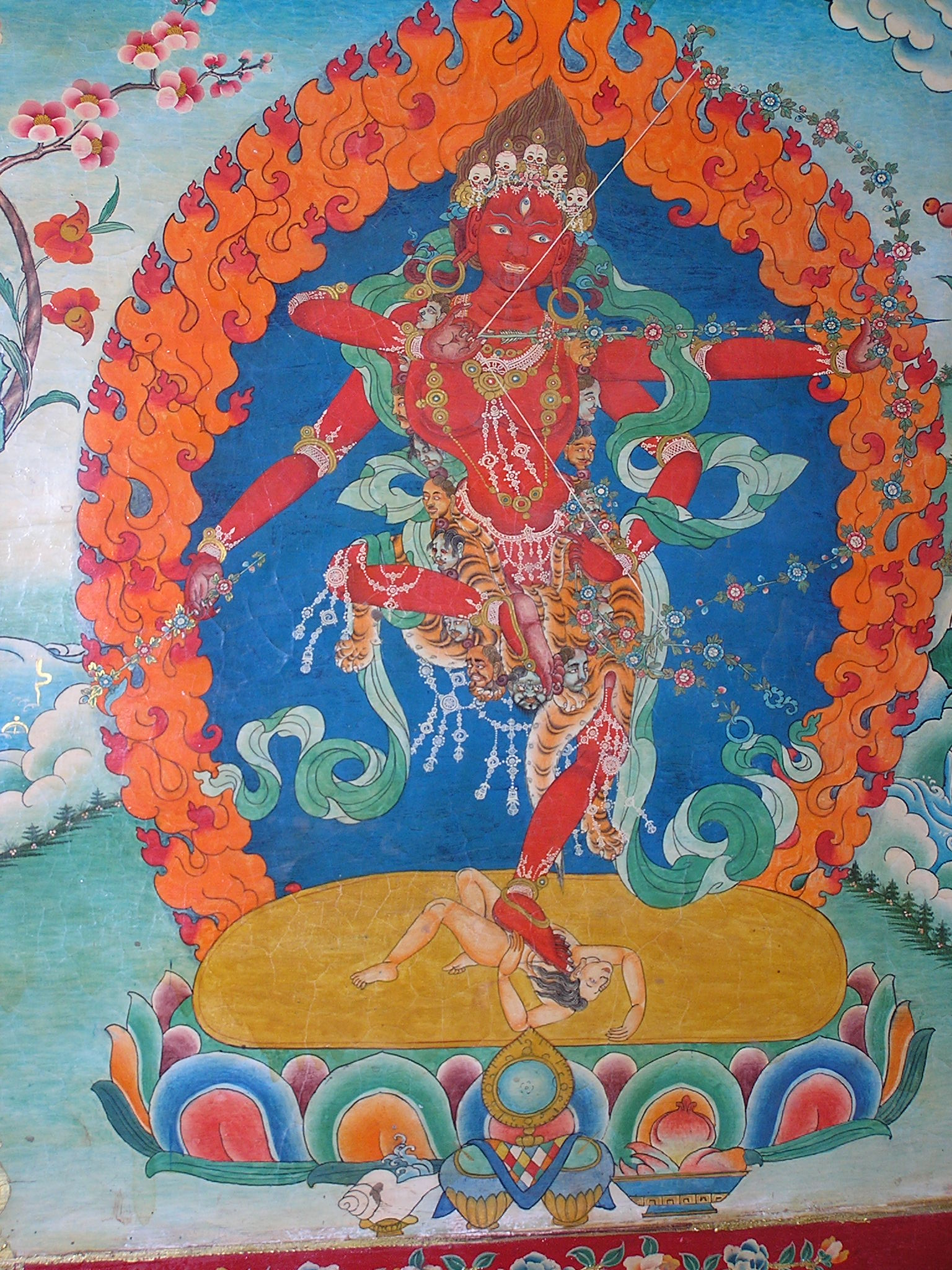
Kurukullā
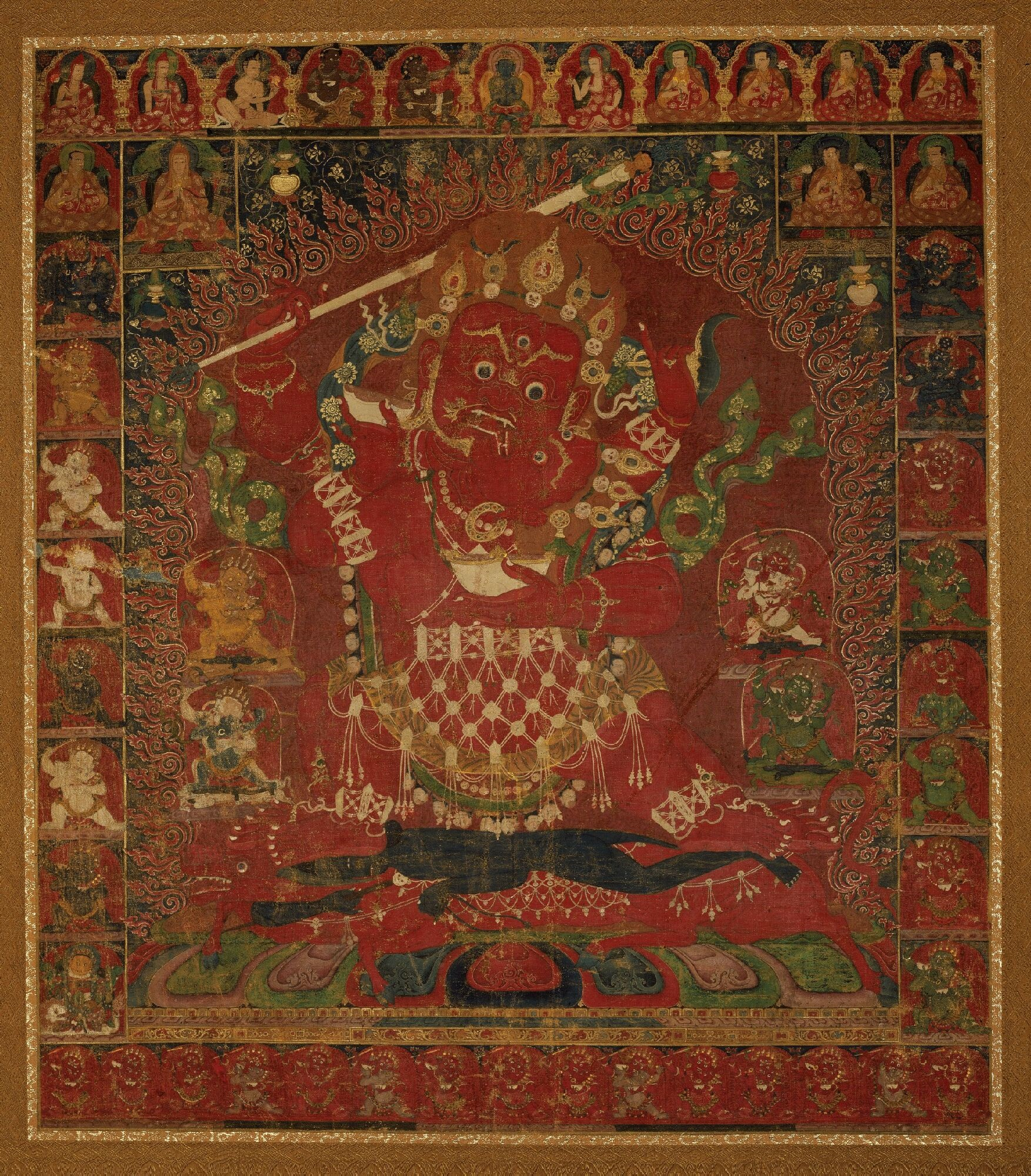
Rakta Yamari

### Reyes de la Sabiduría
En el budismo de Asia oriental, los Reyes de la Sabiduría (en sánscrito vidyarāja) son vistos como manifestaciones divinas de los Budas, que actúan como protectores, mensajeros y defensores del Dharma budista. En el budismo vajrayana de Asia Oriental y en el budismo esotérico chino, los cinco reyes de la sabiduría son manifestaciones de los Cinco Tathagatas . 

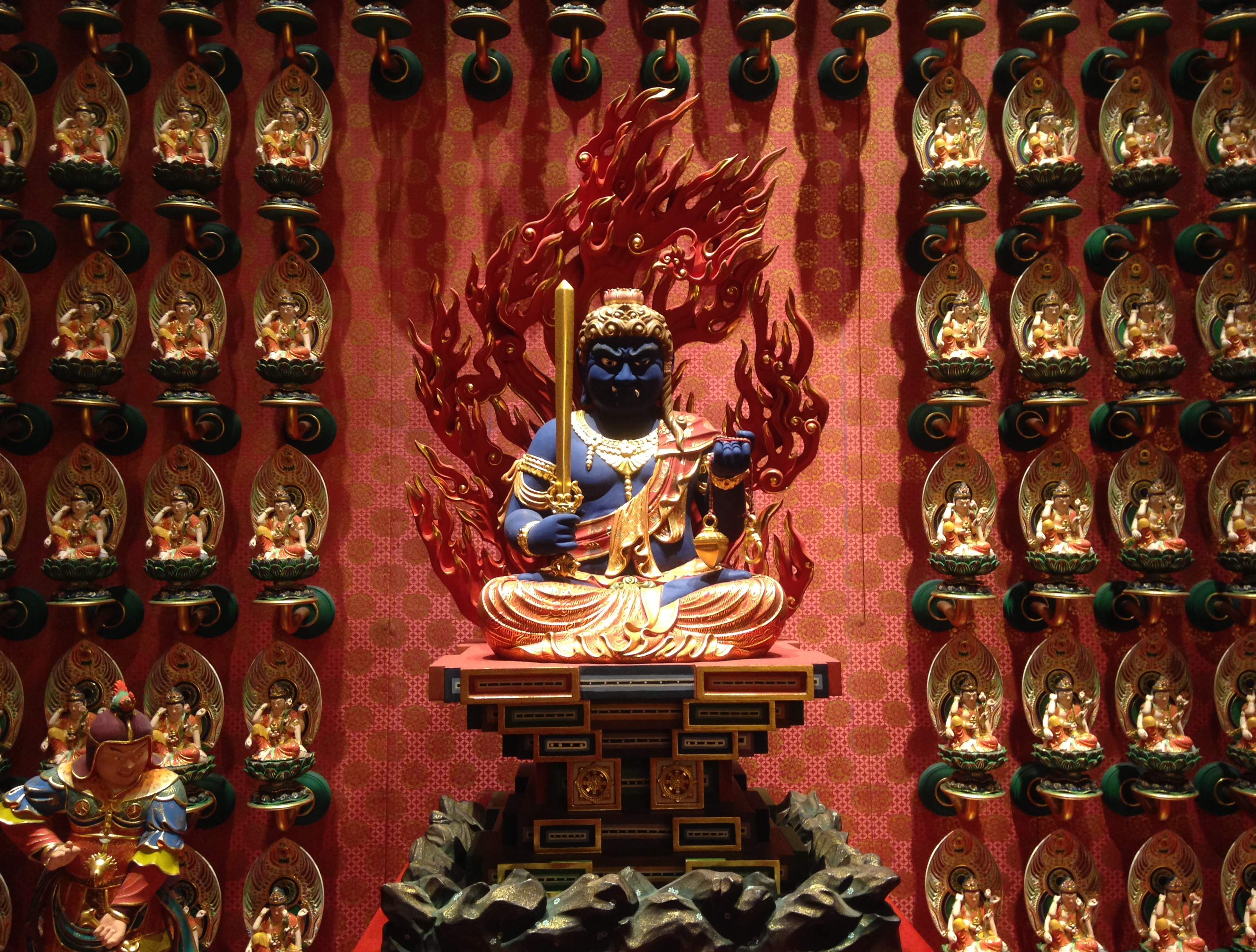
Acala, "El Inamovible": manifestación de Buda Mahavairocana
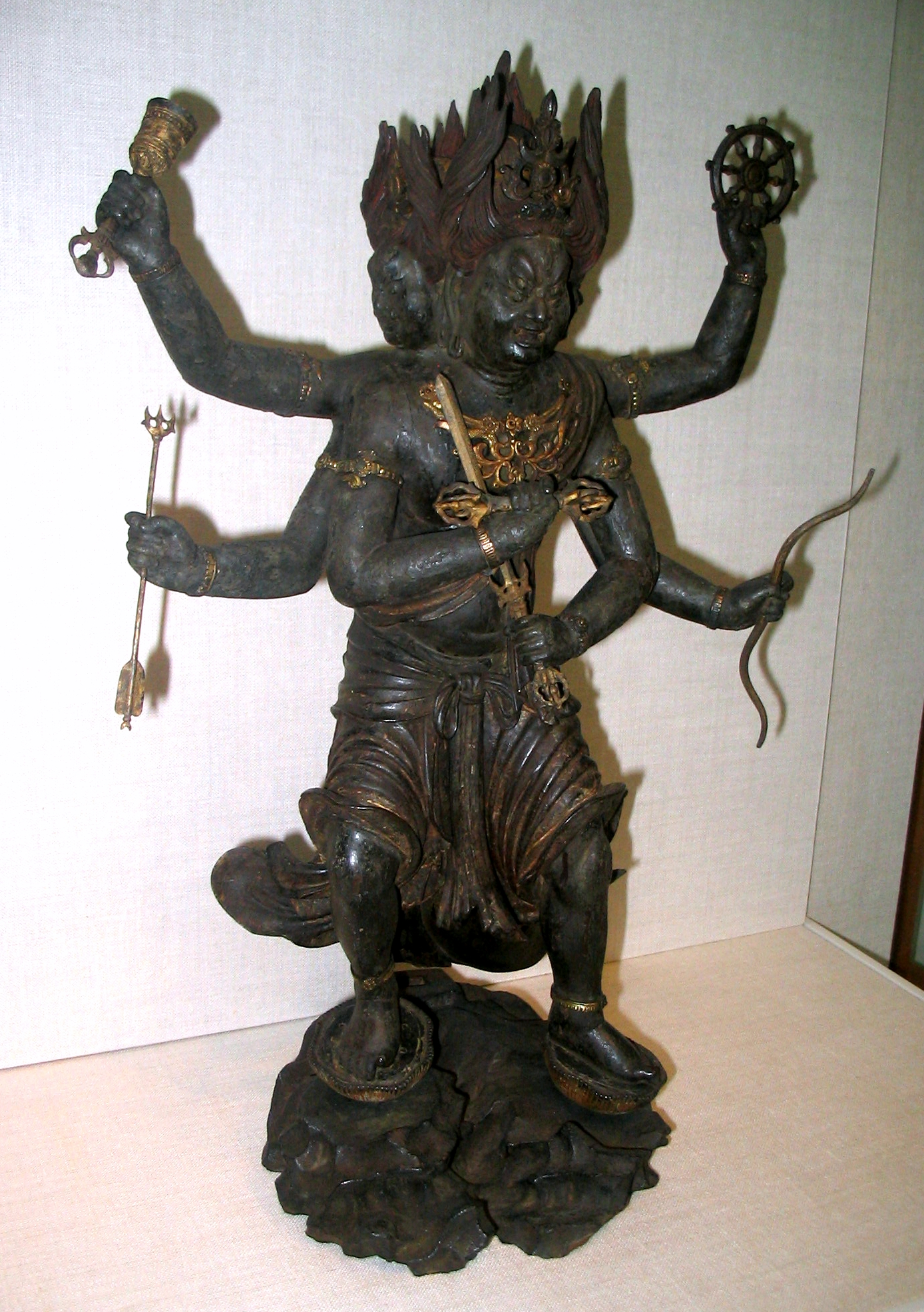
Vajrayaksa, "El devorador de demonios": manifestación de Buda Amoghasiddhi
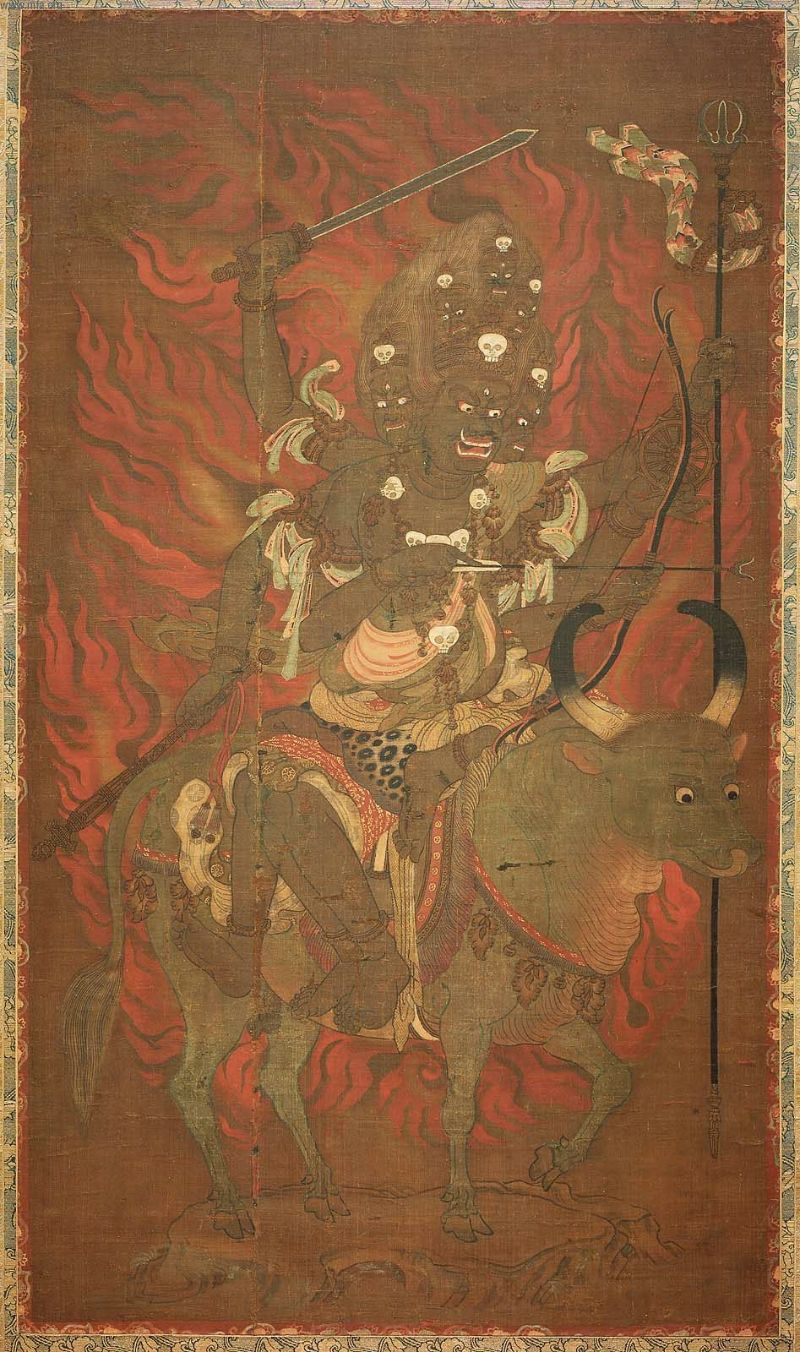
Vajrabhairava, "El vencedor de la muerte": manifestación de Buda Amitābha
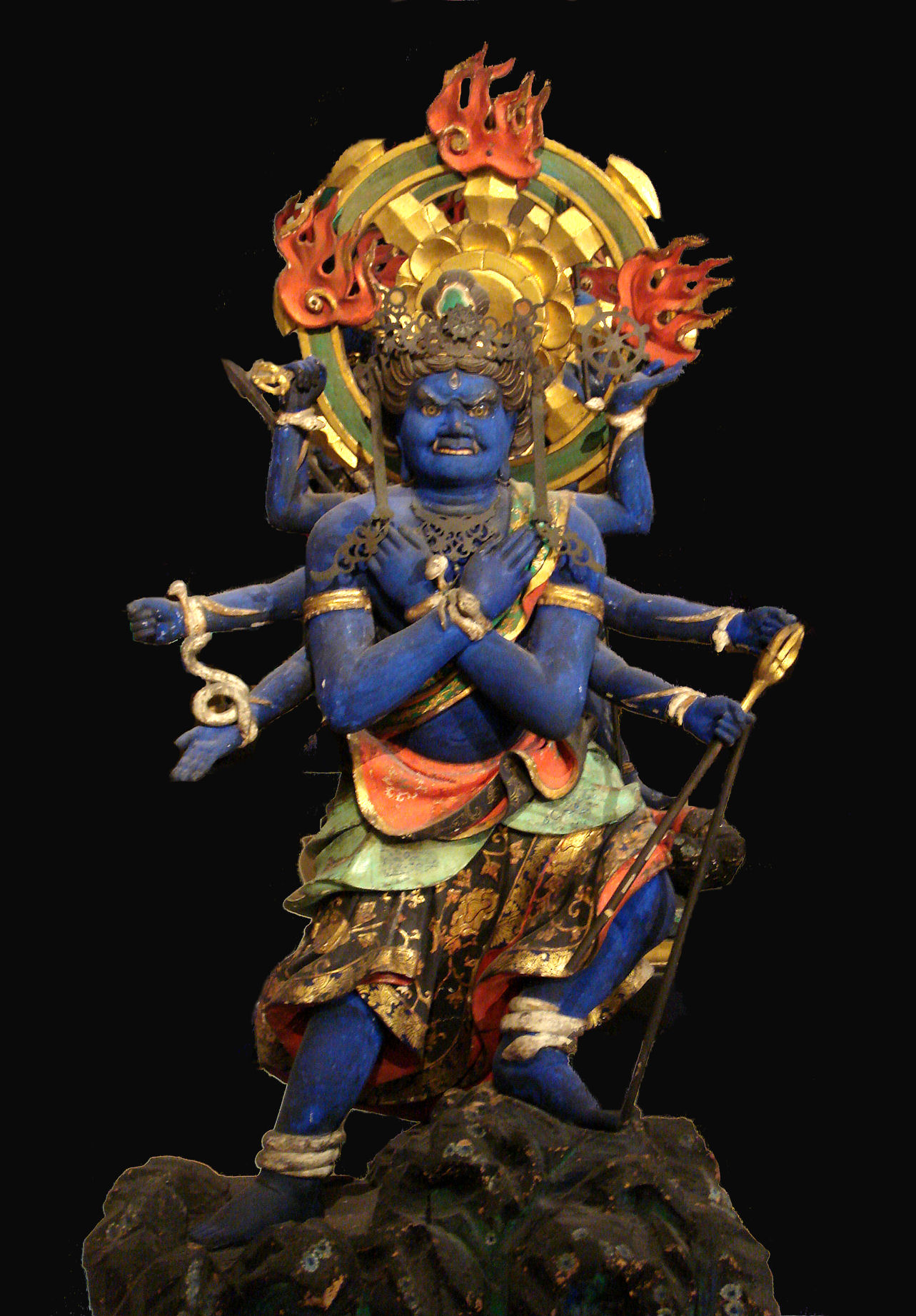
El rey de la sabiduría Kundali, "El dispensador del néctar celestial", manifestación de Buda Ratnasambhava
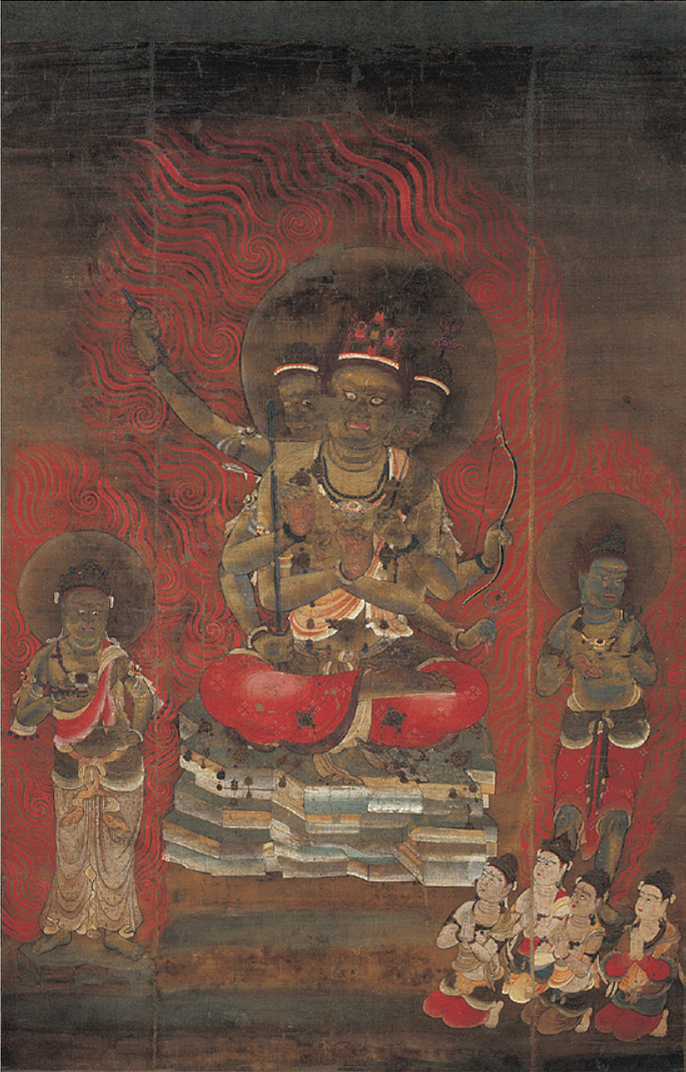
Trailokyavijaya, "El conquistador de los tres planos": manifestación de Buda Akshobhya

## Los Protectores
Los Protectores (sánscrito pāla) o Dharmapāla (protectores del Dharma), son seres poderosos, con frecuencia Devas o Bodhisattvas, que protegen la religión y la comunidad budista de las amenazas y obstáculos internos y externos para su práctica. Un Dharmapala también puede ser unGaruda, Nāga, Yaksha, Gandharva o Asura. Otras categorías de protectores incluyen los Lokapālas o "Cuatro Reyes Celestiales" y los Kṣetrapālas o "Protectores de la Región". 

### Ocho Dharmapalas
Una clasificación tibetana común de los Dharmapāla es la de 'los ocho Dharmapalas' (en tibetano: དྲག་གཤེད, wylie: drag gshed) de quienes se entiende son los defensores del budismo. Son seres sobrenaturales con el rango de bodhisattva de quienes "se supone libren la guerra sin misericordia en contra de los muchos demonios y enemigos del budismo." Los ocho Dharmapala son:
- Yama, el dios de la muerte
- Mahakala, el Gran Negro
- Yamantaka, el conquistador de la muerte
- Vaiśravaṇa o Kubera, el dios de la riqueza
- Hayagriva, la de cuello de caballo
- Palden Lhamo, protectora femenina del Tíbet
- Brahma Blanco o Tshangs pa
- Begtse, un dios de la guerra de Mongolia.

### Galería

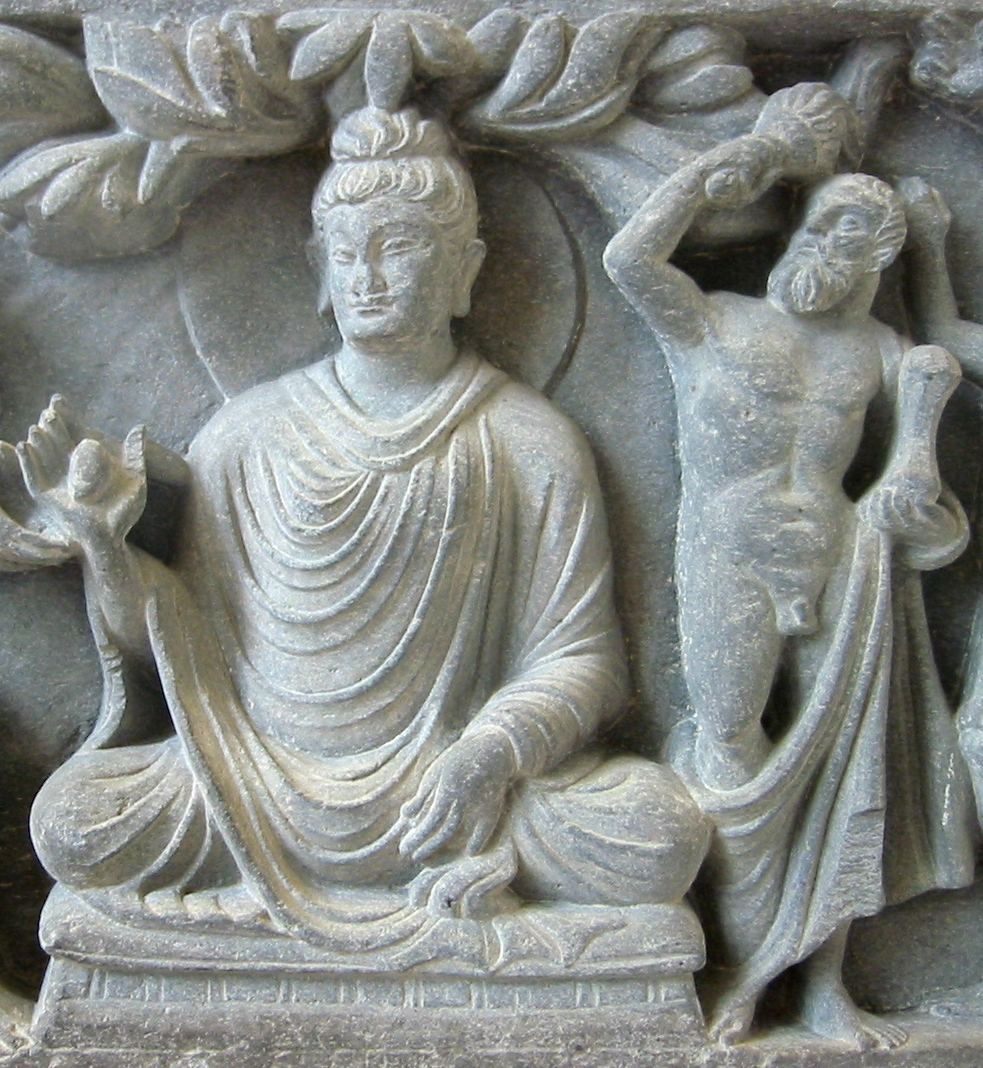
Vajrapani greco-budista - Heracles
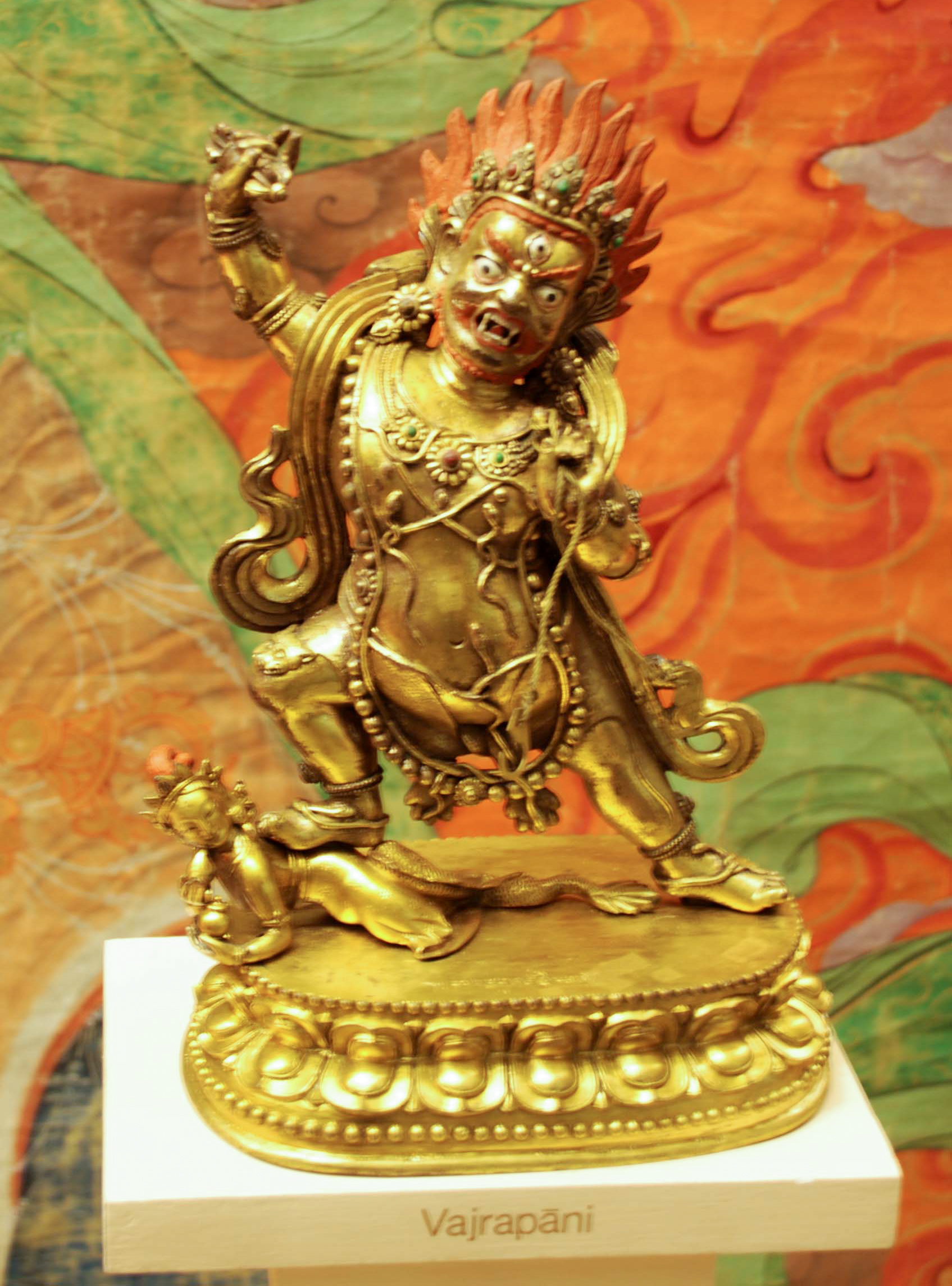
Vajrapani
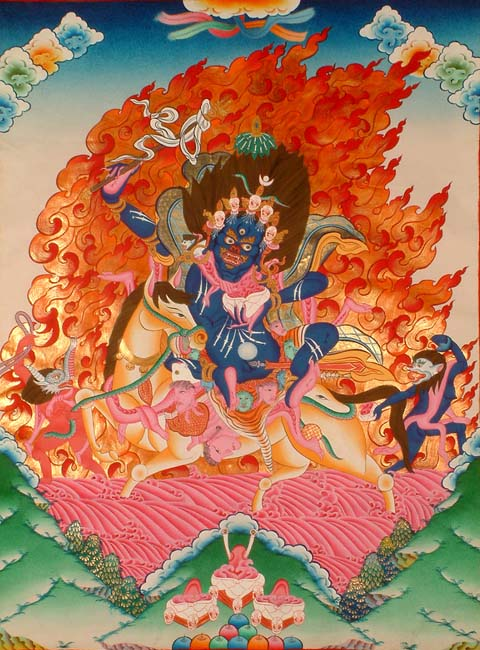
Palden Lhamo
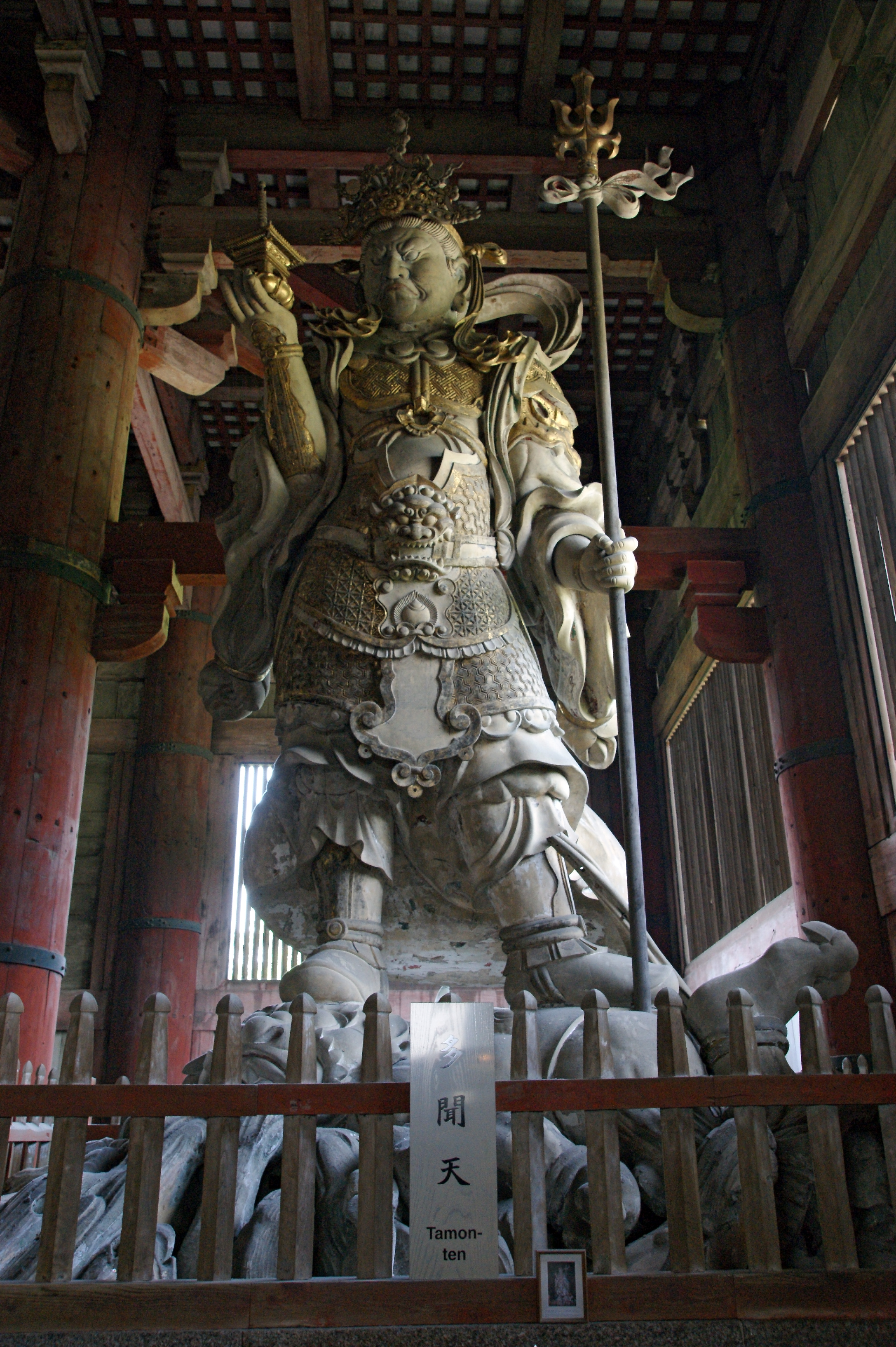
Vaiśravaṇa japonés (Bishamonten), uno de los cuatro reyes celestiales, en Todaiji
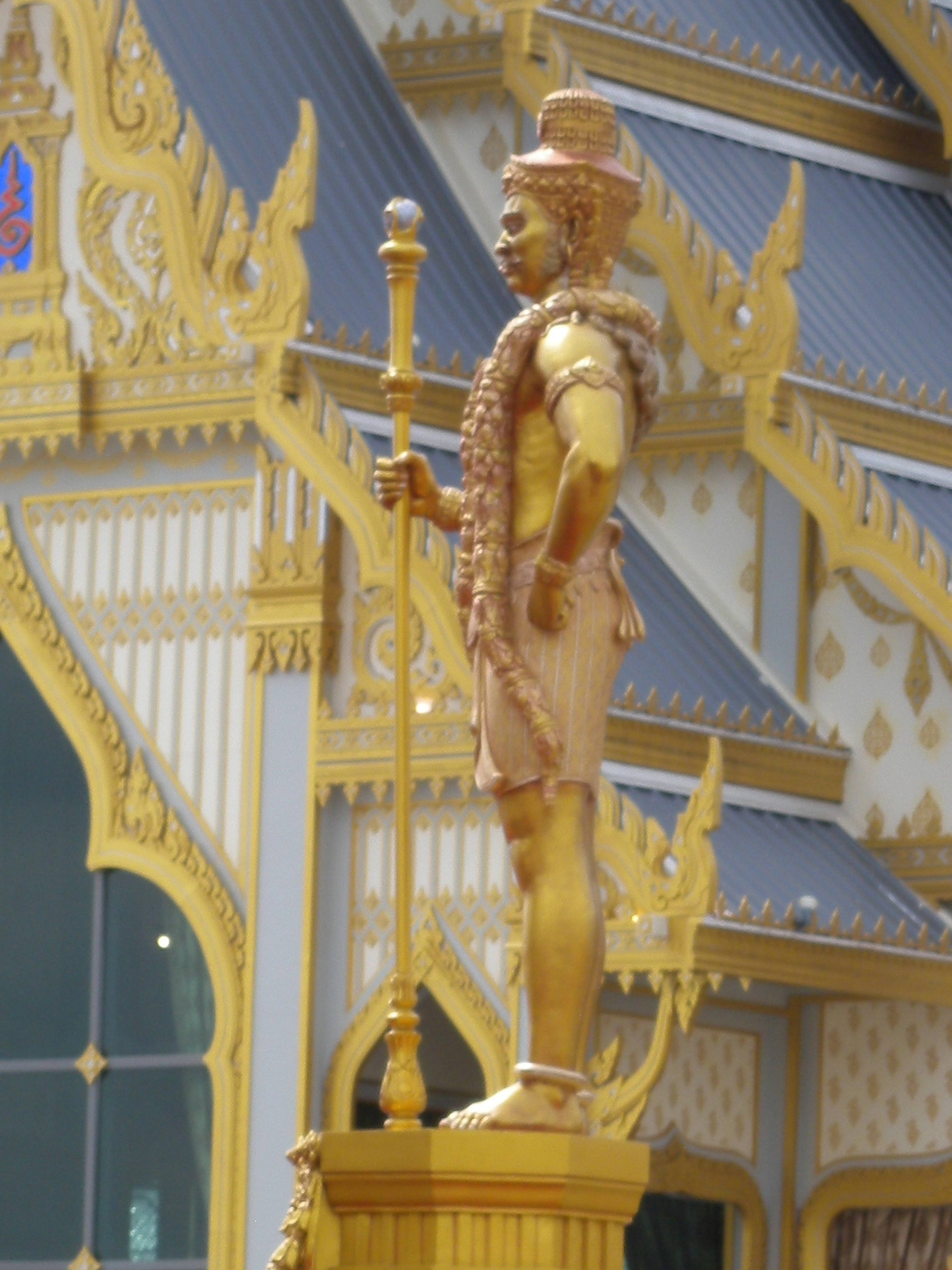
Una representación tailandesa de Vaiśravaṇa (Vessavana).
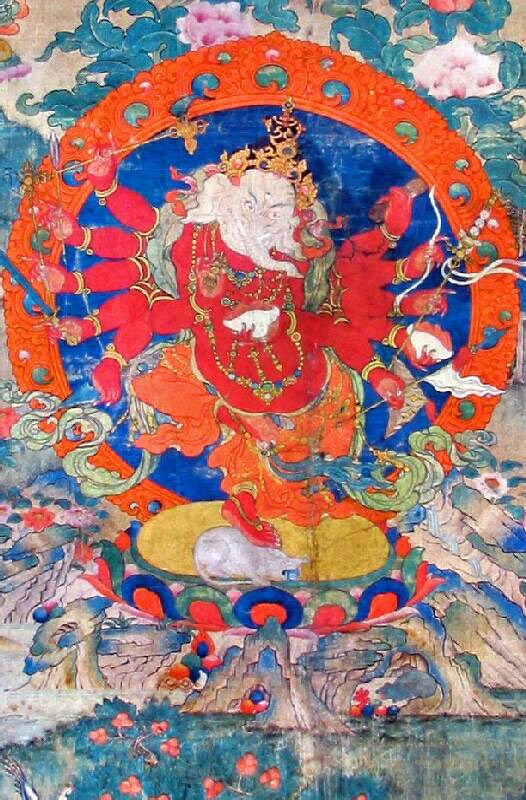
Ganapati
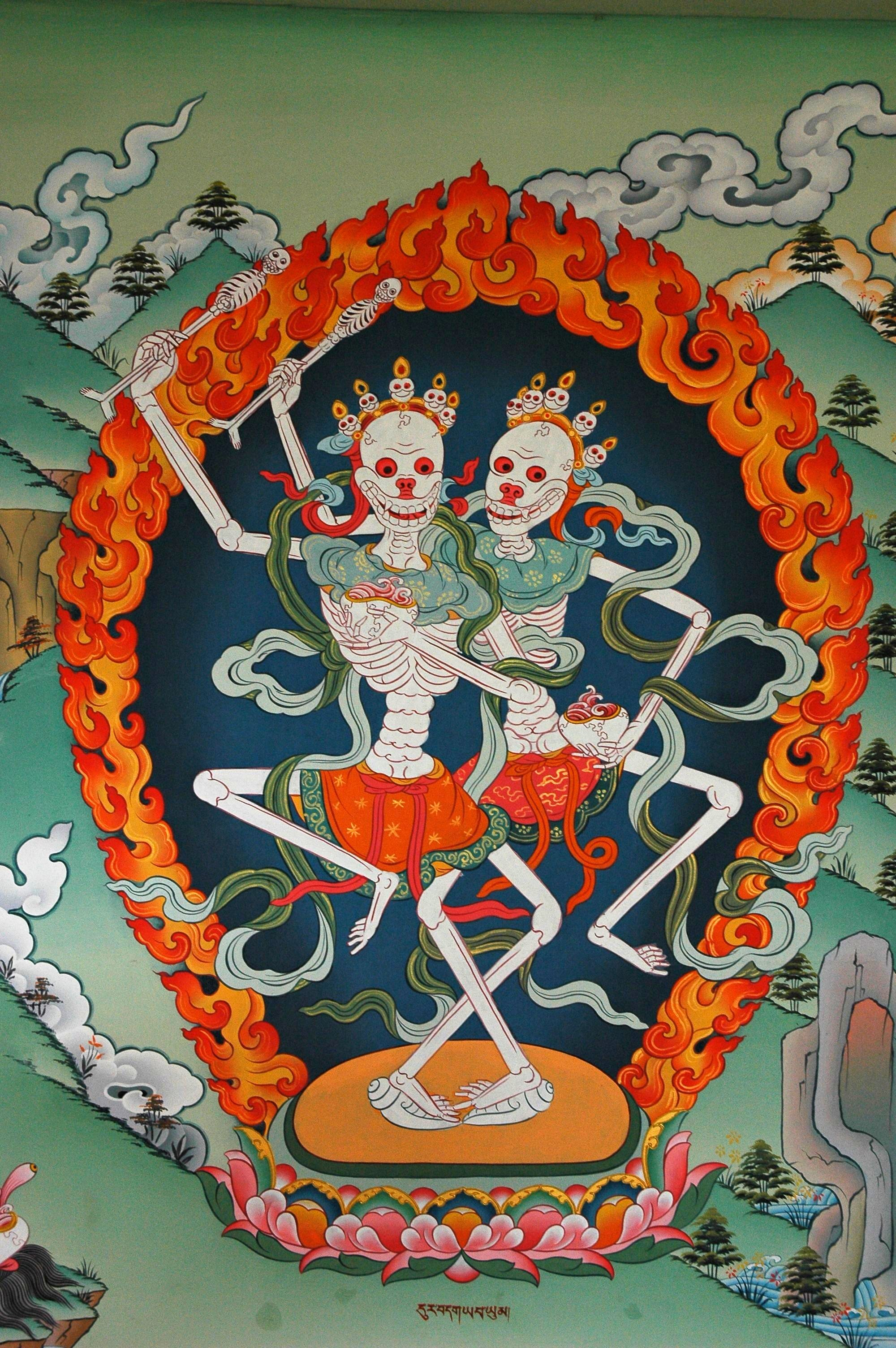
Citipati
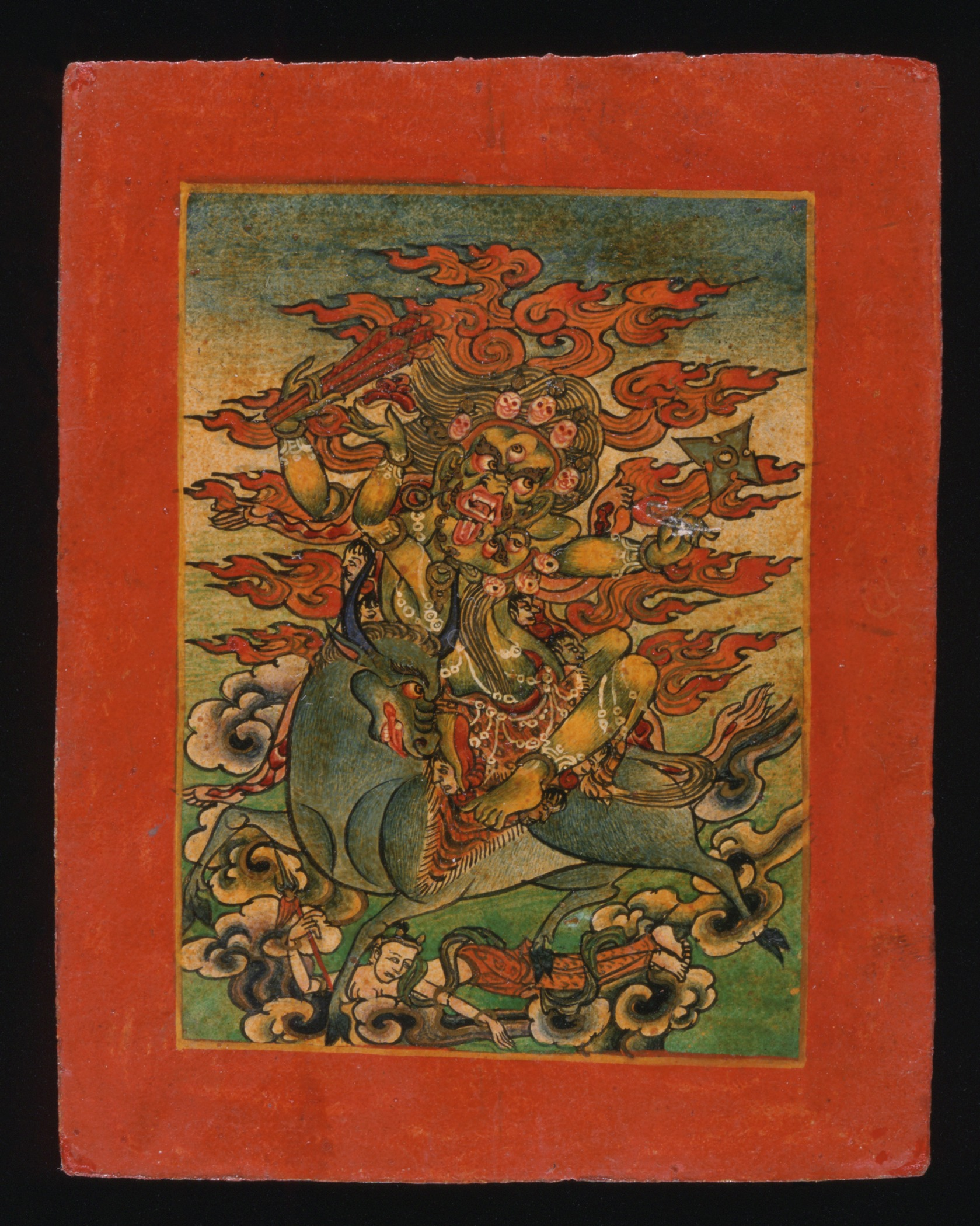
Yama, señor de la muerte
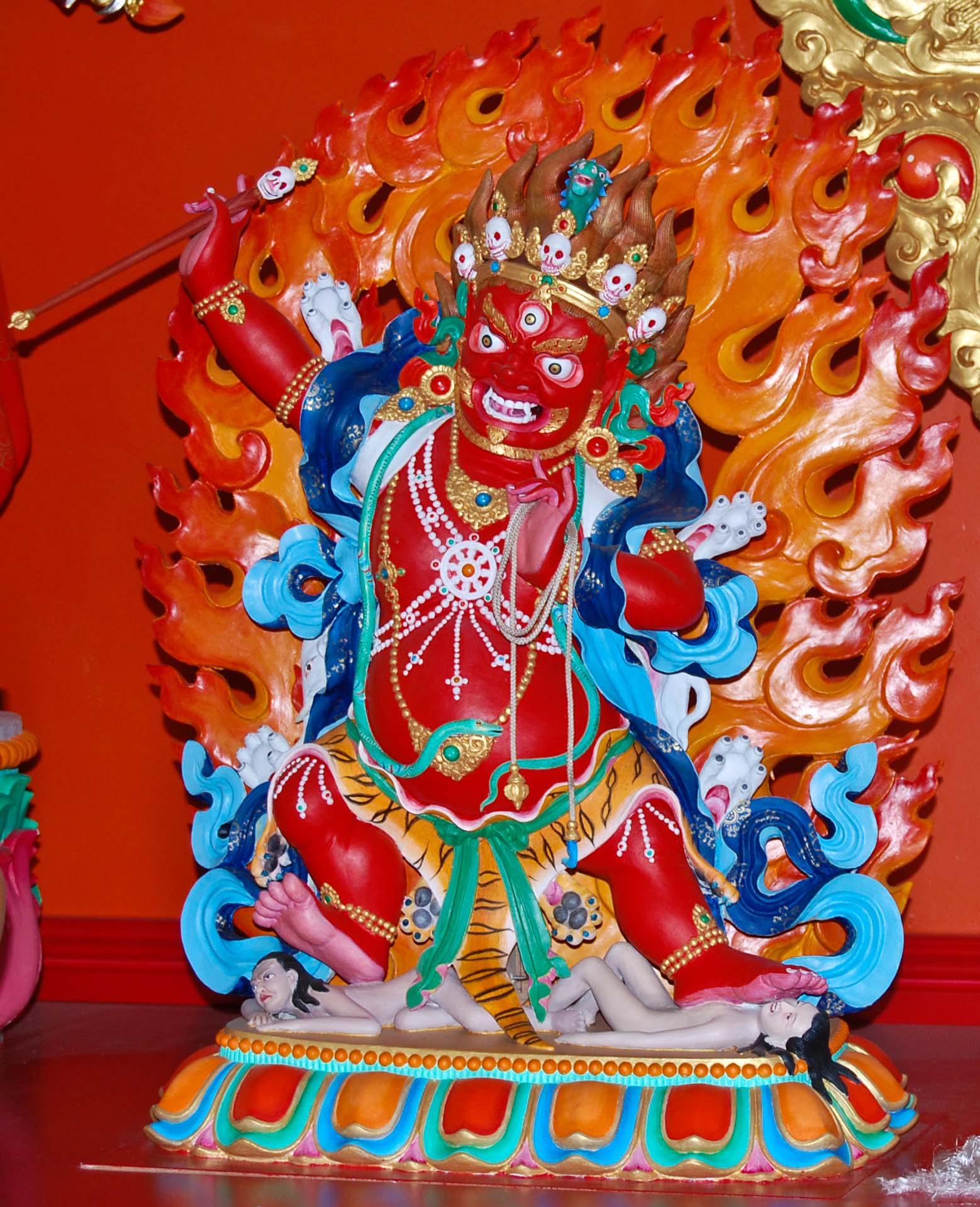
Hayagriva, el "cuello de caballo"
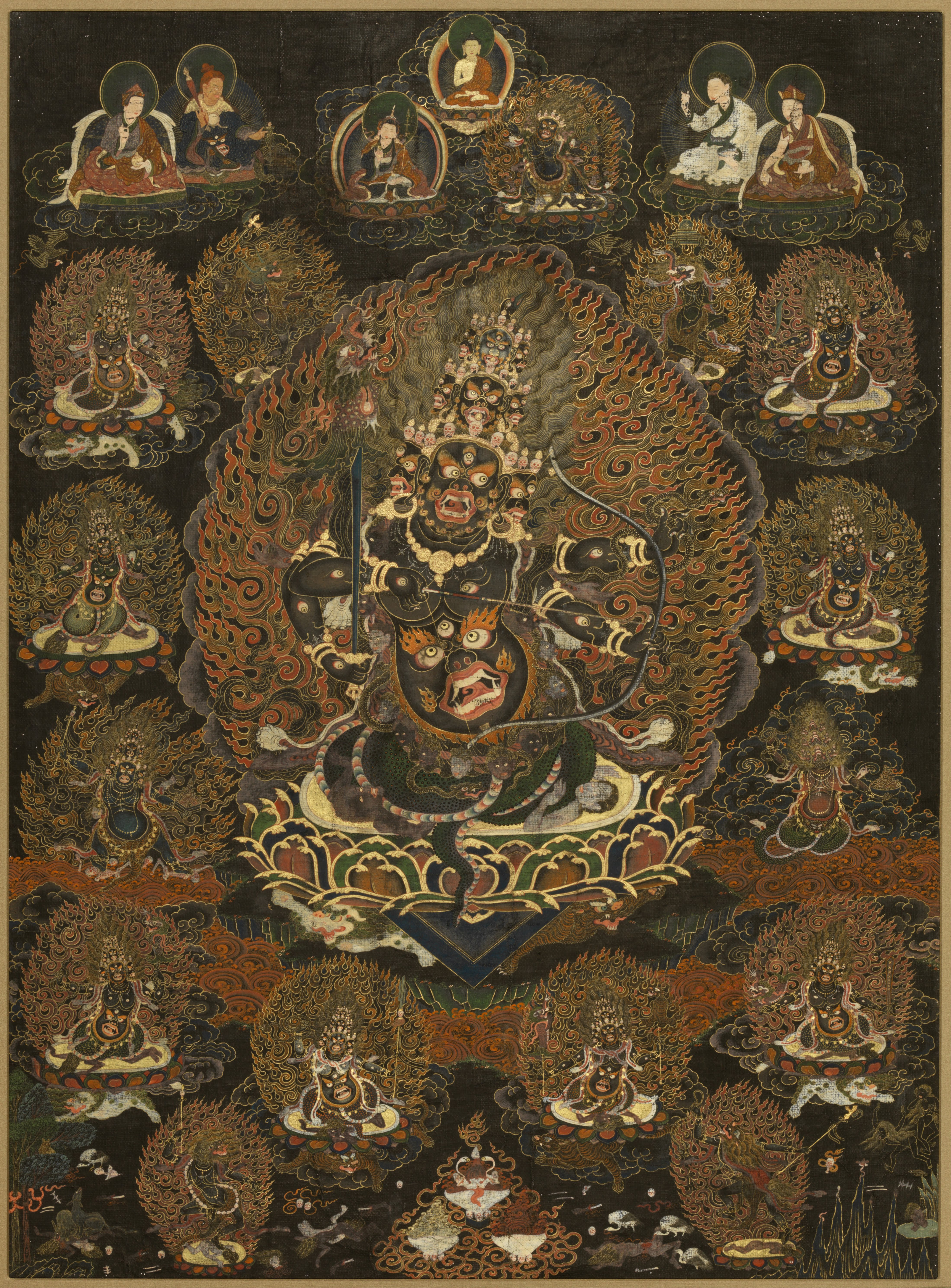
Rahula, un protector de Dzogchen obligado por juramento
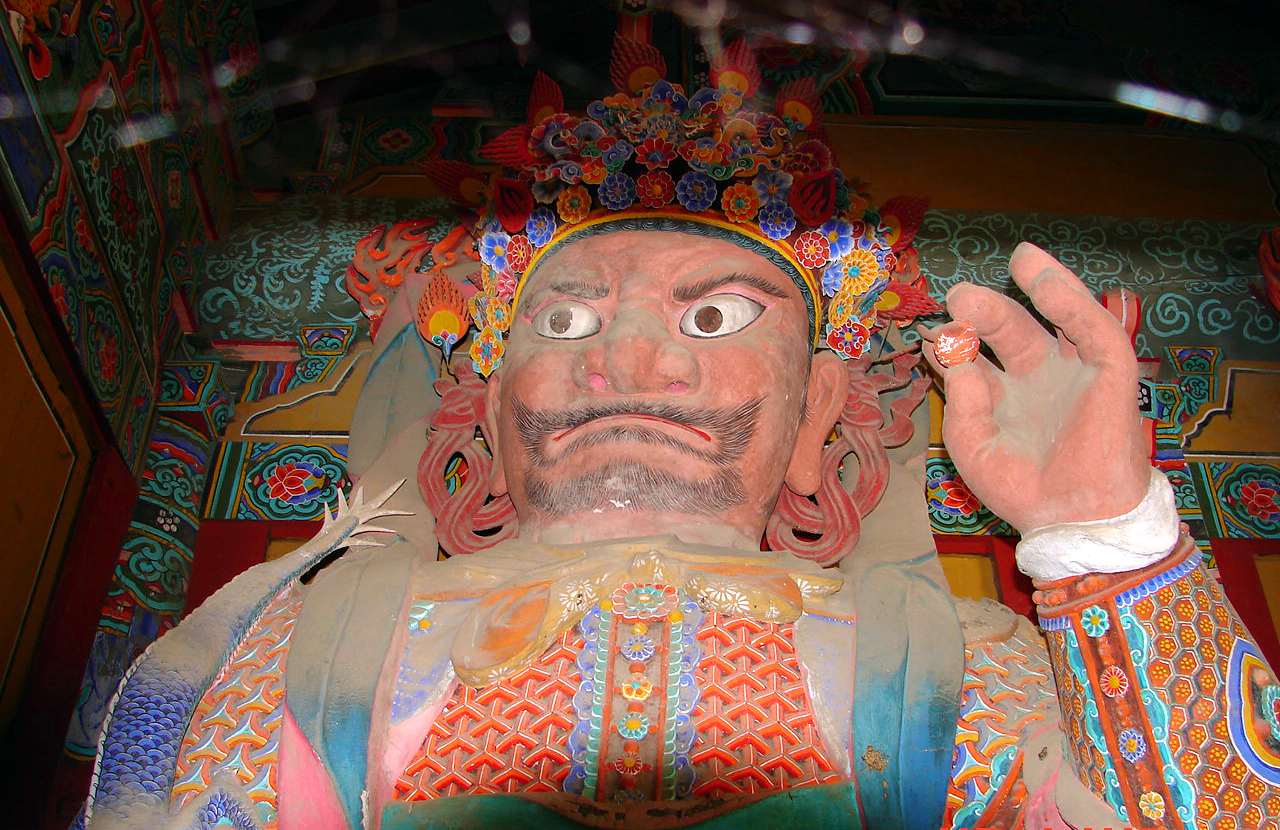
Virūpāksa: Rey de Occidente, uno de los Cuatro Reyes Celestiales en Wolijeongsa, Corea
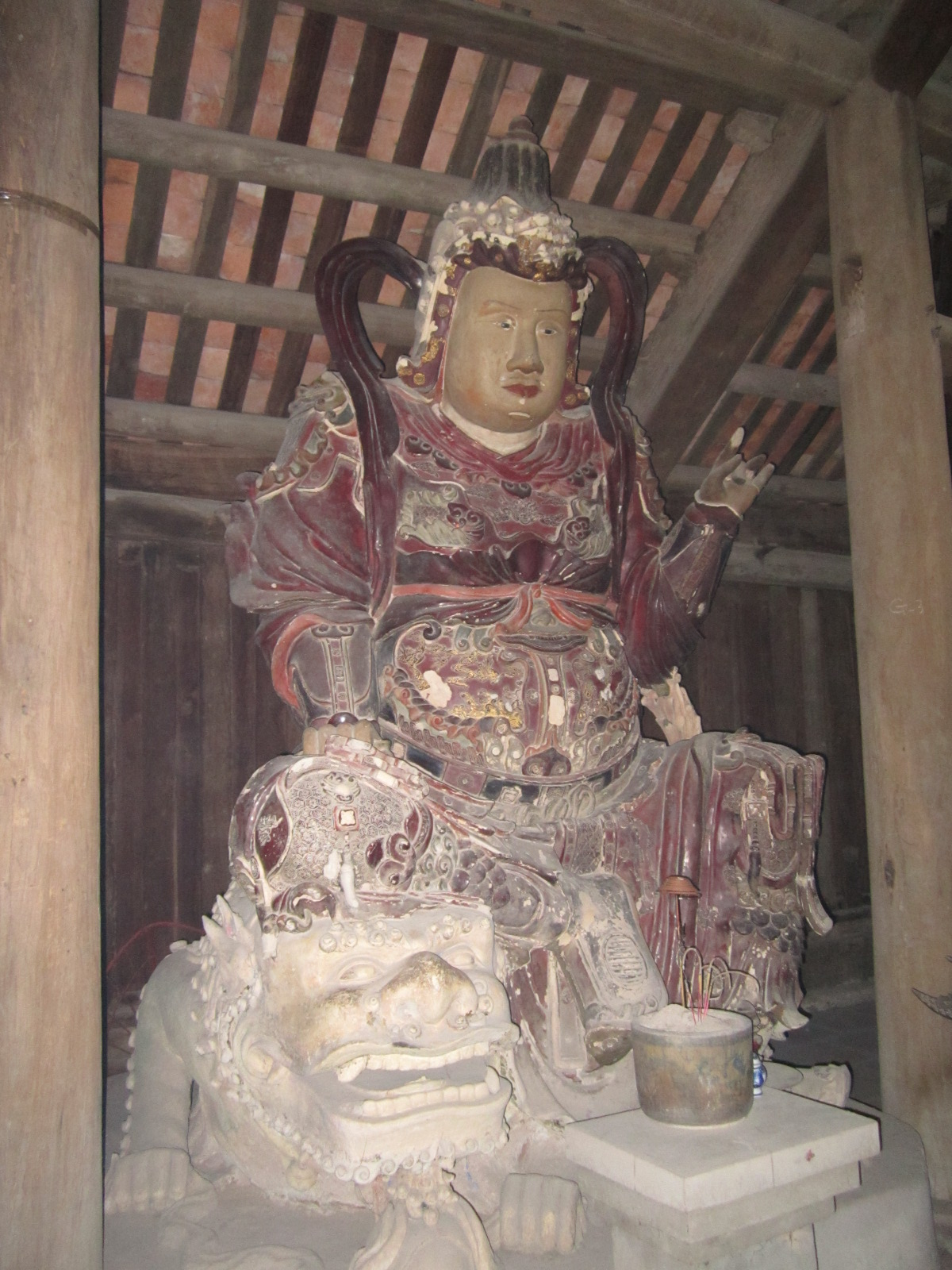
Dharmapala (Hộ pháp en vietnamita) estatua en el templo de Bút Tháp, Vietnam